# World Conference Center Bonn

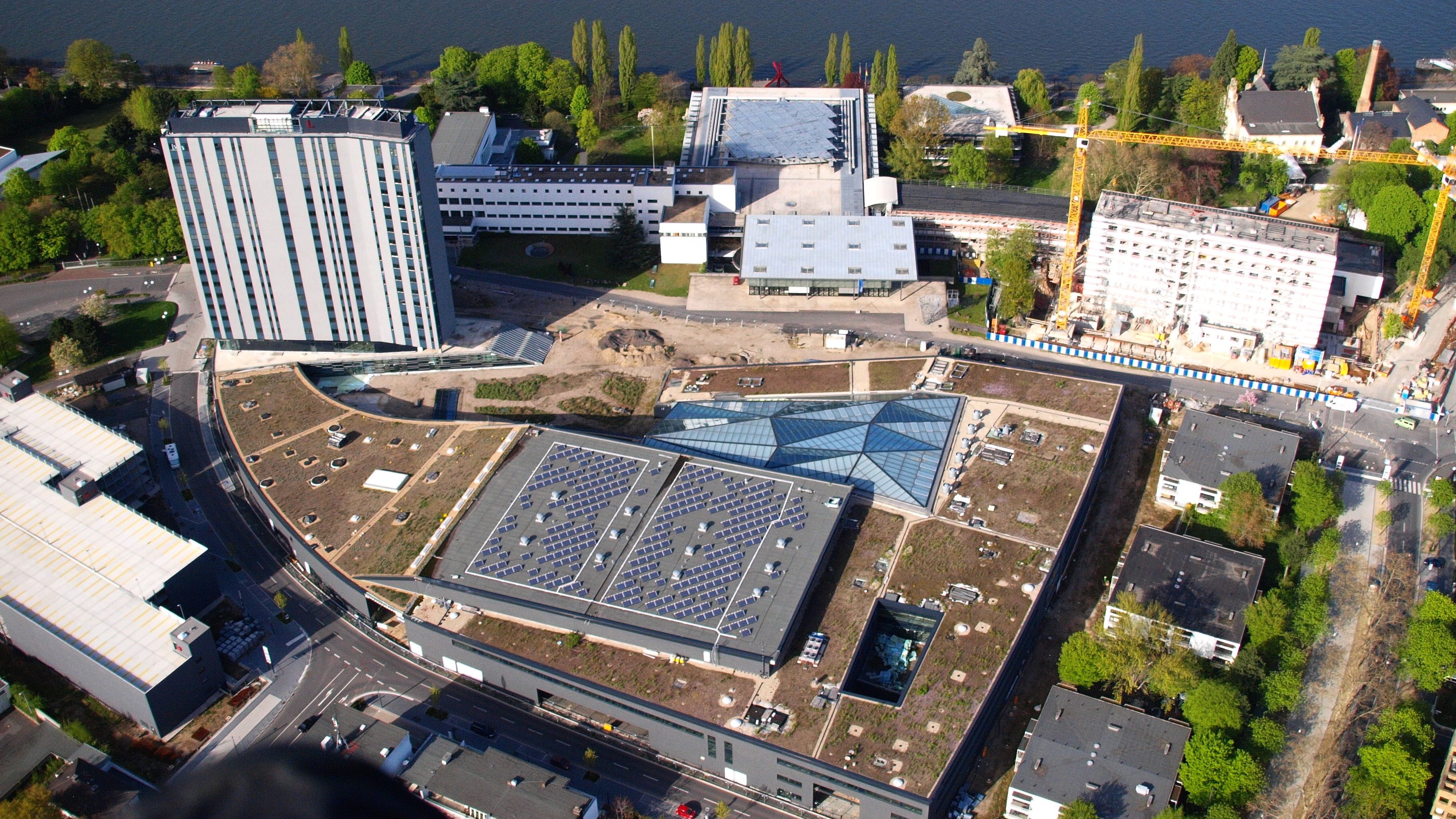
World Conference Center (WCCB), Luftaufnahme (2011)

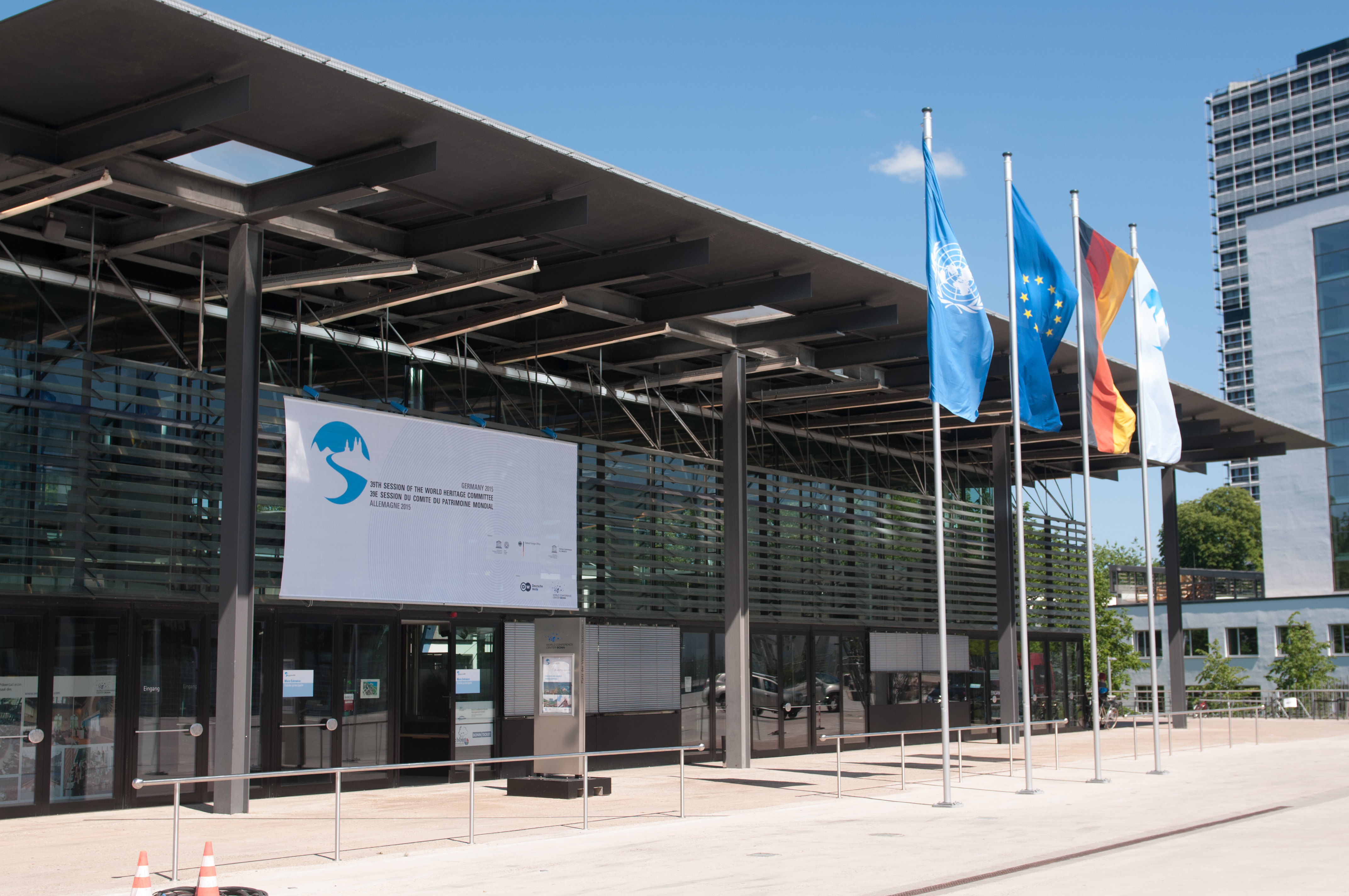
Neuer Plenarsaal (2015)

Das World Conference Center Bonn (WCCB) ist ein Kongresszentrum im Bundesviertel von Bonn, in unmittelbarer Nähe des Rheins. Es umfasst Teile des Bundeshauses – darunter den Neuen Plenarsaal des Deutschen Bundestages – und einen 2015 fertiggestellten Erweiterungsbau als neues Hauptgebäude. Das Kongresszentrum wurde 1999 als Internationales Kongresszentrum Bundeshaus Bonn (IKBB) gegründet, 2007 erhielt es seinen heutigen Namen.

## Geschichte
Im Mai 2007 wurde der Grundstein für einen Erweiterungsbau, ein Kongresszentrum und ein angeschlossenes Hotel gelegt. Die Bezeichnung „World Conference Center Bonn“ (WCCB) löste die bis zum 14. Mai 2007 benutzte Bezeichnung „Internationales Kongresszentrum Bundeshaus Bonn“ (IKBB) ab.
Zu den beauftragten Unternehmen zählten: Ed. Züblin AG für die Hochbauarbeiten, Imtech unter anderem für Sanitäranlagen und Lüftung sowie die Elektro-Anlagenbau GmbH Neustrelitz (EAN).
Im Februar 2009 war der Investor für den Erweiterungsbau, SMI Hyundai, nicht mehr in der Lage, das Projekt zum Abschluss zu bringen. Nach Beantragung eines Insolvenzverfahrens durch den Generalübernehmer kamen Ende September 2009 die Bautätigkeiten zum Stillstand. Die Staatsanwaltschaft Bonn ermittelte gegen Akteure des Projektes und 2011 wurde vor dem Landgericht Bonn ein Verfahren eröffnet.
Nach Jahren der Auseinandersetzungen konnte die Stadt Bonn im Mai 2012 die Eigentumsrechte am WCCB-Grundstück zurückerhalten. Die Fertigstellung des Konferenzzentrums wurde von der Bundesstadt Bonn sichergestellt; im April 2013 wurden die „konkreten Kosten“ dafür auf 76,8 Mio. Euro geschätzt. Als Termin für die Fertigstellung des Kongresszentrums wurde Frühjahr 2015 genannt. Die Stadt Bonn stellte die Fertigstellung des WCCB-Hotels durch den Verkauf des 17-stöckigen Hotel-Rohbaus im August 2014 sicher. Als Termin für die Fertigstellung des Hotels wurde Anfang 2016 genannt.
Am 7. Juni 2015 fand die Eröffnung des neuen Konferenzbaus des WCCB unter Teilnahme des UNO-Generalsekretärs Ban Ki-moon statt.

## Neuer Plenarsaal

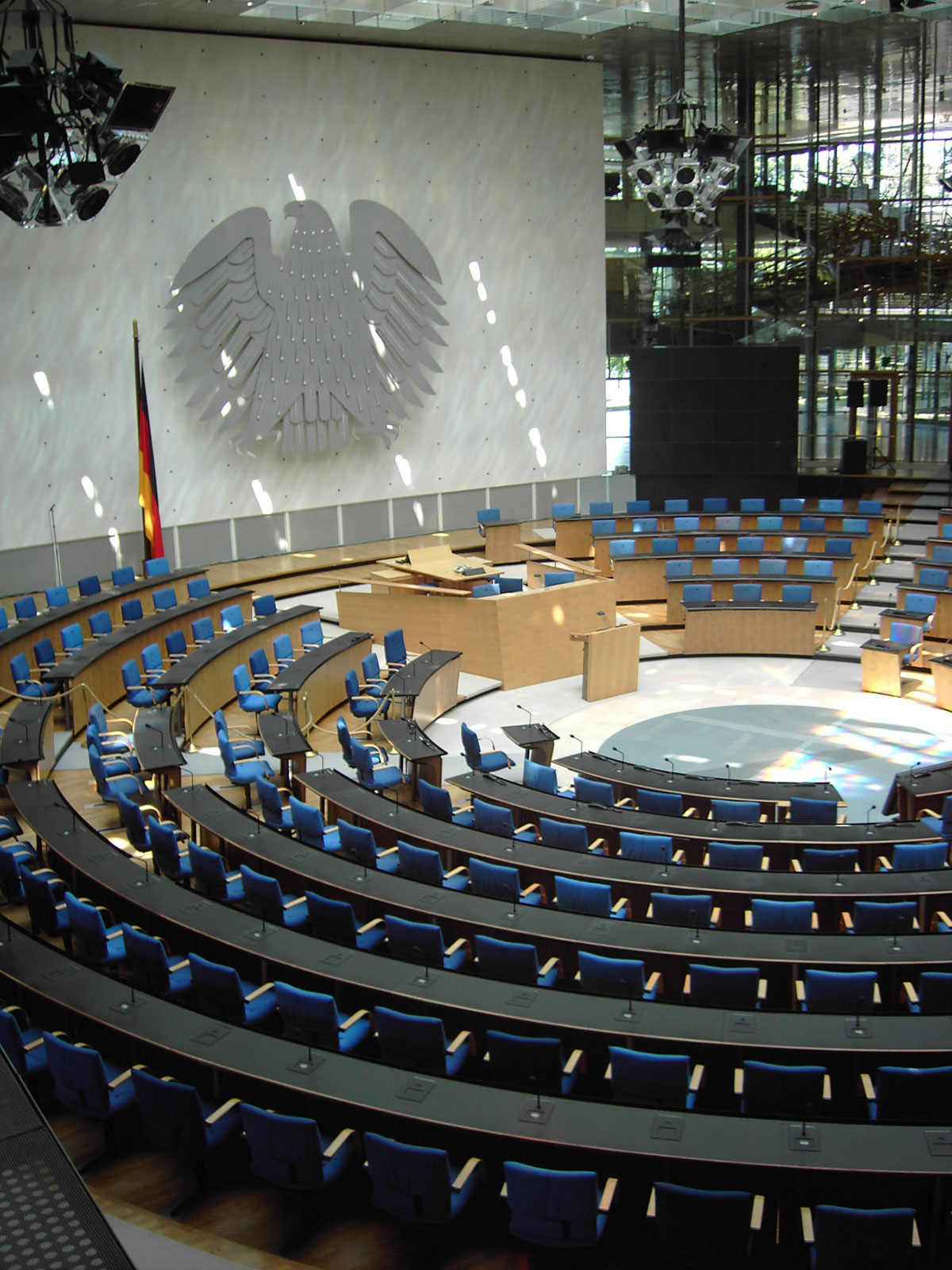
Plenum

Der Bundestag hatte bis Mitte der 1980er-Jahre in der ehemaligen Turnhalle der Pädagogischen Akademie Bonn getagt. Nachdem sich der Saal als zunehmend baufällig und den Anforderungen des Parlamentes nicht mehr gewachsen erwies, entschied man, das denkmalgeschützte Gebäude abzureißen und an seiner Stelle von der Stuttgarter Architektengruppe Behnisch & Partner einen Neubau errichten zu lassen. Das Gebäude sollte dem Geiste der alten Bundesrepublik folgend Transparenz, Bürgernähe und Bescheidenheit ausdrücken.
Alle Bereiche des Glas- und Stahlgebäudes sind einsehbar, es gibt keine einzige durchgehende Wand. Die aus statischen Gründen unvermeidlichen Betonwände sind durch großflächige Kunstwerke kaschiert. Die Sitzordnung ist im Unterschied zu bisherigen Parlamentsgebäuden kreisrund gewählt. Dadurch sitzen die Abgeordneten Regierung, Präsidium und Redner nicht gegenüber, sondern mit ihnen zusammen. Außerdem gibt es so keine Außensitze. Seit der Bundestagswahl 1998 ist die Sitzordnung unverändert, lediglich die Stenographenplätze vor dem Rednerpult wurden entfernt.
Der eigentliche Plenarsaal liegt unter dem Boden der Umgebung, wodurch das gesamte Gebäude kleiner und somit bescheidener wirkt. Die Eingänge für die Abgeordneten und für die Besucher liegen nur wenige Meter auseinander, und auch das Foyer ist von einem Besucherbalkon einsehbar.
Der Bundestagsadler, die sogenannte fette Henne, ist eine Kopie des ersten Adlers aus dem alten Plenarsaal, die aus optischen Gründen aus Aluminium anstatt aus Gips gefertigt wurde. Das Gefieder des Wappenvogels ist asymmetrisch und lückenhaft, um den Abgeordneten vor Augen zu führen, dass sie niemals Perfektion erreichen werden.
Am 20. Juni 1991, über ein Jahr bevor das Parlament seinen neuen Plenarsaal im „Behnisch-Bau“ beziehen sollte, entschied sich der Deutsche Bundestag für den Umzug von Regierung und Parlament nach Berlin, siehe Berlin/Bonn-Gesetz. Quer durch alle Fraktionen wurde debattiert, ob die Hauptstadt des wiedervereinigten Deutschlands auch Sitz von Parlament und Regierung werden sollte. Um 21:49 Uhr gab Bundestagspräsidentin Rita Süssmuth bekannt, dass 337 Stimmen (Endergebnis 338) für den Umzug von Parlament und Regierung nach Berlin abgegeben worden waren. 320 Mitglieder des Bundestages hatten sich erfolglos dafür eingesetzt, zwar den Bundesrat und den Sitz des Bundespräsidenten nach Berlin zu verlegen, das Parlament und die Regierung aber in Bonn zu belassen.
Der Deutsche Bundestag tagte hier zwischen 1992 und 1999, das Plenum mit den Fraktionssitzen, der Regierungsbank, dem Bundesrat und dem Präsidium bot insgesamt 734 Plätze. Die auf drei Seiten über den Parlamentariern gelegenen Tribünen boten Platz für 496 Personen sowie für Medienvertreter.
Am 1. Juli 1999 fand die letzte Sitzung des Deutschen Bundestages in Bonn statt. Den neuen Plenarsaal übernahm das Internationale Kongresszentrum Bundeshaus Bonn, das heutige World Conference Center Bonn, in dem nationale und internationale Konferenzen stattfinden.

## Wasserwerk

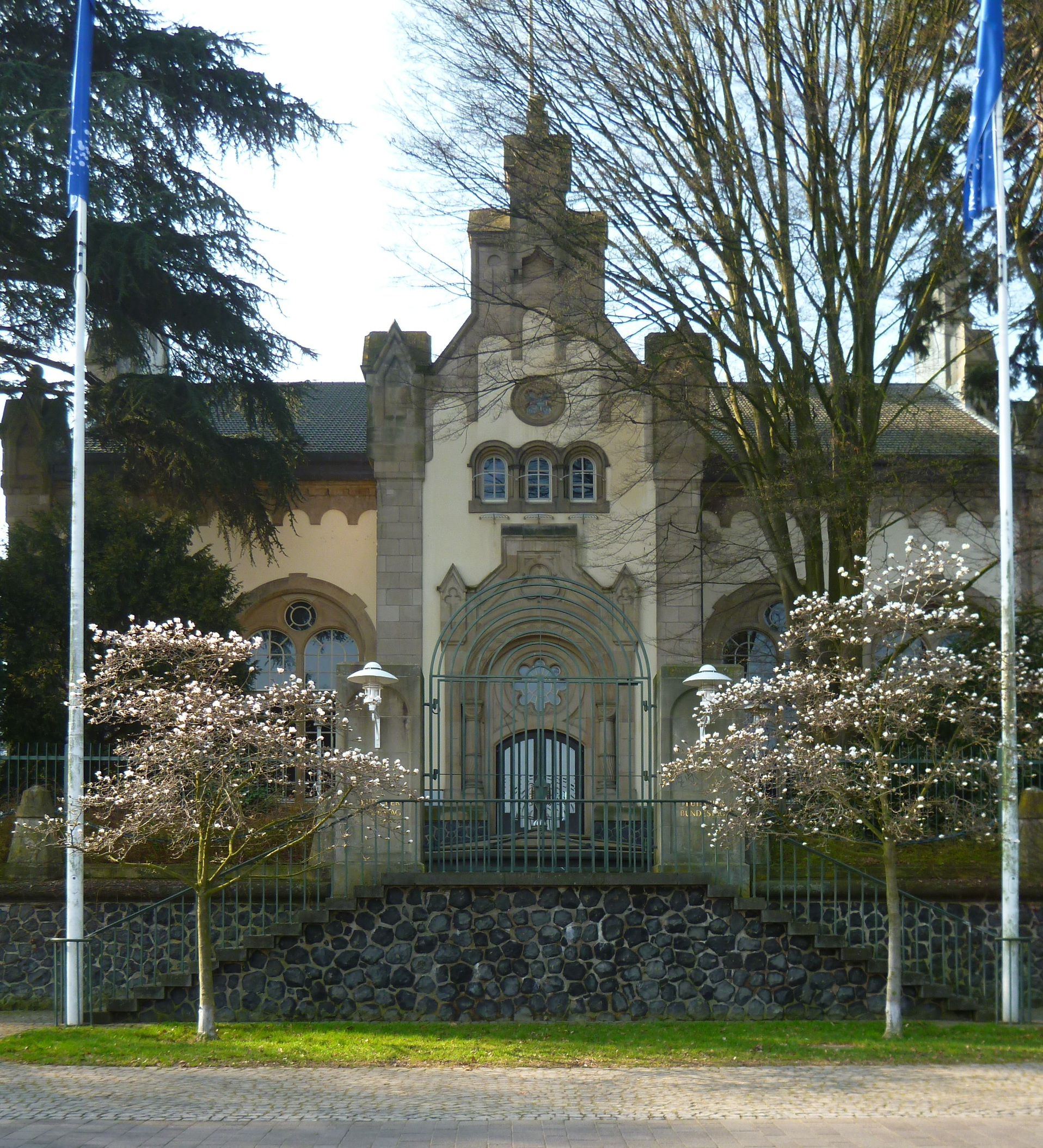
Wasserwerk

Für die Zeit des Abrisses des alten Plenarsaals und des Neubaus benötigte der Bundestag ein Ausweichquartier. Die Wahl fiel auf das Pumpenhaus des ehemaligen Gronauer Wasserwerks aus dem Jahre 1892 direkt am Fuße des Langen Eugen. Für den Bundestag wurde es im Jahre 1985 zum Sitzungssaal umgebaut und von 1986 bis 1992 genutzt. Das Gebäude hat etwa die halbe Grundfläche des alten und des neuen Plenarsaals. Nur für 404 der 519 Abgeordneten gab es feste Plätze. Im Bedarfsfall wurden zusätzlich 36 Wandklappsitze benutzt sowie weitere Stühle aufgestellt. Um nach der deutschen Vereinigung 1990 Plätze für die zusätzlichen 144 Abgeordneten aus den Neuen Ländern zu schaffen, wurden die Armlehnen der Stühle entfernt und die Stuhlreihen noch enger aufgestellt.
Wasserwerk und Pumpenhaus wurden von 1999 bis Ende 2015 vom WCCB genutzt.

## Kongresszentrum und Hotel

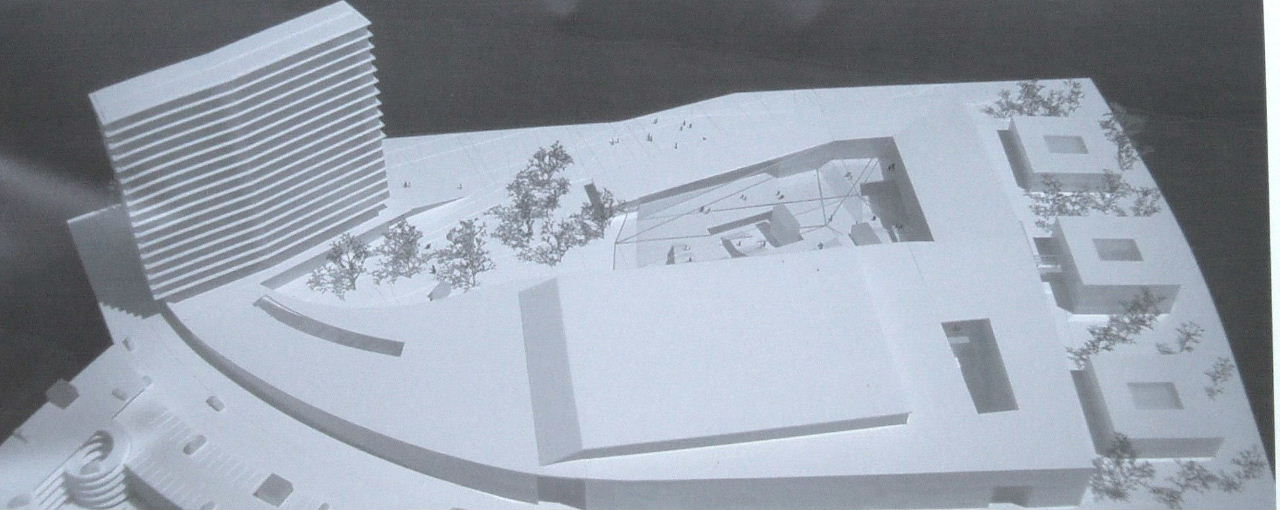
Modell des geplanten „United Nations Congress Center“ (UNCC) in Bonn

Nachdem der Plenarsaal und das Wasserwerk am 1. August 1999 zum „Internationalen Kongresszentrum Bundeshaus Bonn“ überführt worden waren, konkretisierten Bund und Stadt Überlegungen zu einem umfassenden Erweiterungsbau, um das bisher meist für die Ausrichtung internationaler Konferenzen genutzte Maritim-Hotel zu ersetzen. Im August 2000 wurde dafür ein 100 Meter hoher „Bonn-Kegel“ ins Spiel gebracht, der als Multifunktionshalle auch Stätte von Konzerten und Sportereignissen werden sollte. Ende des Jahres wurden die Überlegungen seitens der Stadt forciert. Die über 400 Millionen Mark teure Halle stellte sich aber später als unrealistisch dar.
Im Februar 2002 wurden die Planungen wieder aufgenommen. Am 27. Februar 2002 trafen in Anwesenheit des damaligen UN-Generalsekretärs Kofi Annan der Bund, das Land Nordrhein-Westfalen und die Stadt Bonn die „Vereinbarung über die Ansiedlung internationaler Einrichtungen in Bonn und IKBB“. Die Stadt erhielt vom Bund den Plenarsaal, das Wasserwerk und den sogenannten „Vizepräsidentenanbau“ zur Nutzung zur Verfügung und übernahm die Trägerschaft für das Projekt. Am 21. Dezember 2004 ging das Büro „YES architecture“ – Ruth Berktold aus München und Marion Wicher aus Graz – als Sieger aus einem sechsmonatigen Architektenwettbewerb hervor. Die Ankündigung der Stadt Bonn lautete: "IKKB:Tagen im House of Parliament".
Im September 2005 präsentierte Man Ki Kim, Chairman/CEO der SMI Hyundai Corporation einen 17-seitigen "Geschäftsplan – Vereinte Nationen Kongresszentrum in Bonn, Marketingplanung, Auszug aus dem Businessplan", in dem auch ein „state of the art“ Design und ein Modellfoto für ein Informations- und Technologiehotel zu finden sind. Auf Seite 4 wird der "Grundgedanke der Mission" erläutert, die Kooperative Zusammenarbeit mit der Stadt Bonn. Darin heißt es: "Um die Mission durchzuführen, werden wir (u. a.) eine strategische Partnerschaft mit ausländischen Regierungen entwickeln, um das Internationale Geschäftszentrum (IBC) als Teil des UN Kongresszentrums zu etablieren. Eine der existierenden IKBB Geschäftsgebäude werden zur IBC umgewandelt, um bis zu 40 Vertreter aus allen Ländern der Welt zu beherbergen".
Am 10. November 2005 legte der zu diesem Zeitpunkt als selbständiger Berater tätige Michael Thielbeer der städtischen Projektleitung für das Kongresszentrum eine „Einschätzung Wirtschaftlichkeitsberechnung SMI Hyundai“ vor, in der er der Stadt die Firma SMI Hyundai („SMI“=Akronym aus Susi, Mimi, I) als Investor empfahl. Dieser Investor sei in der Lage, für 130–140 Mio. Euro sowohl das Kongresszentrum als auch ein Hotel mit 352 Zimmern zu errichten. Am 28. November 2005, knapp drei Wochen nach Thielbeers Expertise, brachte die Bonner Stadtverwaltung eine Beschlussvorlage ein. Verantwortlich für die Vorlage war Arno Hübner (CDU), zum damaligen Zeitpunkt Stadtdirektor, später wurde er der „Projektbeauftragte“ des WCCB-Projektes. Freigegeben wurde die Beschlussvorlage einen Tag später, am 29. November 2005, von Oberbürgermeisterin Dieckmann. Die Vorlage sah vor, dass der Rat die Oberbürgermeisterin ermächtigt, mit UNCC/SMI Hyundai einen Projektvertrag abzuschließen. Über den Vertragspartner heißt es: „Bei der Firma SMI Hyundai Corporation handelt es sich um eine Gemeinschaftsgesellschaft zwischen der SMI Capital & Investment LLC, USA und der Firma Hyundai Remodeling Co. LtD., Korea. Die Anteile der Hyundai Remodeling Co. LtD. werden gehalten von der Hyundai Engineering & Construction Co. und Mitgliedern des Managements dieser Gesellschaft. Bei der Hyundai Engineering & Construction Co. handelt es sich um die Gesellschaft, die der Patriarch des Hyundai-Konzerns, Herr Ju Young Chung, als erste der Hyundai-Gesellschaften im Jahre 1947 gegründet hat.“ Und weiter: „Zur Realisierung des Projektes IKBB wird SMI Hyundai die UNCC GmbH gründen. Die weiteren baulichen Planungen werden von dem firmeneigenen Planungsbüro unter der Leitung von Young Ho Hong und in Zusammenarbeit mit dem Architekturbüro yes-architecture (Frau Berktold und Frau Wicher) durchgeführt.“ Am 14. Dezember 2005 ermächtigte der Rat mehrheitlich auf Basis dieser Vorlage "die Oberbürgermeisterin mit UNCC/SMI Hyundai einen Projektvertrag abzuschließen", in dem 10 Eckpunkte enthalten waren.

### Investor
Bevor 2005 das US-amerikanische Unternehmen SMI Hyundai den Zuschlag als Investor für das Projekt erhielt, waren Verhandlungen mit zwei anderen potentiellen Investoren im Laufe des Jahres 2005 abgebrochen worden. Die anderen potentiellen Investoren waren die Gesellschaft für Grundstücksentwicklung (GEAG) aus Frankfurt/Main und eine Gruppe, die unter dem Namen „IKBB AG“ firmierte.
SMI Hyundai hat seinen Hauptsitz in den USA. Der Bau des Bonner Kongresszentrums sollte das erste Großprojekt in Europa sein. In das Gesamtprojekt erklärte Man Ki-Kim, zum damaligen Zeitpunkt Präsident der SMI Hyundai, dass seine Firma von den 140 Mio. Euro, die das Projekt ursprünglich kosten sollte, selbst 40 Mio. Euro zu investieren, um am Rhein das „führende Kongresszentrum in Deutschland“ und eine „internationale Begegnungsstätte für Geschäftsleute“ entstehen zu lassen. Der Investor verpflichtete sich per Vertrag, für die Zeit von 30 Jahren die „Bewirtschaftungs- und Serviceleistungen“ für das Kongresszentrum zu übernehmen, „ohne dass hierfür die Stadt einen dauerhaften Zuschuss zahlen muss“. Tatsächlich brachte der Investor von den zugesagten 40 Mio. Euro Eigenanteil nur 10 Mio. Euro selbst ein, die restlichen 30 Mio. Euro waren Mittel der US-amerikanischen Honua Investment Management Inc.
Die UNCC GmbH wurde von SMI Hyundai gegründet. Sie war seinerzeit Eigentümerin des WCCB und sollte das Projekt als Bauherr realisieren. Als SMI Hyundai schon kurz nach Beginn der Erdarbeiten Anfang 2007 nicht in der Lage war, 10 Mio. Euro Eigenanteil bereitzustellen, wandte sich ihr damaliger „Präsident“ Man Ki-Kim zur Beschaffung der finanziellen Mittel an Arazim Ltd. Dabei verpfändete Man Ki-Kim 94 % der Anteile der UNCC GmbH. Nach einer nicht fristgerechten Rückzahlung des Kredites an Arazim wurde die israelische Firma mit diesen Anteilen Haupteigentümer der UNCC. Aufgrund dessen konnte die Firma Widerspruch gegen die Übertragung der Gesellschafteranteile von SMI Hyundai auf Honua in das Handelsregister einlegen. Am 5. August 2009 bestätigte das Landgericht Bonn in einer vorläufigen Entscheidung die Ansprüche von Arazim. "Die Frage, wie das Projekt WCCB fertig gestellt und die seit Monaten bestehende Finanzlücke in Höhe von mindestens 30 Mio € geschlossen werden soll, wurde durch diese Entscheidung des Gerichtes noch ein Stück dramatischer... Anstelle dieses Investors präsentierte die Stadtverwaltung ein paar Wochen später einen neuen Investor: die Honua Investment Management Inc. Ihr setzte die Stadt mehrere Fristen, um die nötigen Finanzmittel für die Fertigstellung des Projektes zu erbringen". Alle Fristen waren aber bereits Anfang September verstrichen, ohne dass etwas passierte. Daraufhin beantragte die UNCC GmbH am 1. Oktober 2009 Insolvenz.

### Ursprüngliche Finanzierung
Als das Projekt startete, sollte die Finanzierung des Baus mit einem Kredit der Sparkasse KölnBonn in Höhe von 74 Mio. Euro und mit Mitteln des Investors in Höhe von 40 Mio. Euro erfolgen. Weiterer Förderer mit 36 Mio. Euro ist das Land Nordrhein-Westfalen. Unterstützt wird die Erweiterung des Kongresszentrums zudem vom Bund mit Grundstücken im Wert von 43,5 Mio. Euro und Rücklagen aus den Ausgleichsvereinbarungen des Berlin/Bonn-Gesetzes in Höhe von 51,6 Mio. Euro (Stand: Dezember 2009). Die Rücklagen sollen dazu dienen, mögliche Mindereinnahmen beim Betrieb des Konferenzzentrums durch die Zinseinnahmen auszugleichen. Reichen die Zinsen nicht aus, sollen die Rücklagen selbst herangezogen werden und notfalls – so die Planungen – muss die Stadt die entstehenden Kosten tragen.

### Beginn der Bauarbeiten

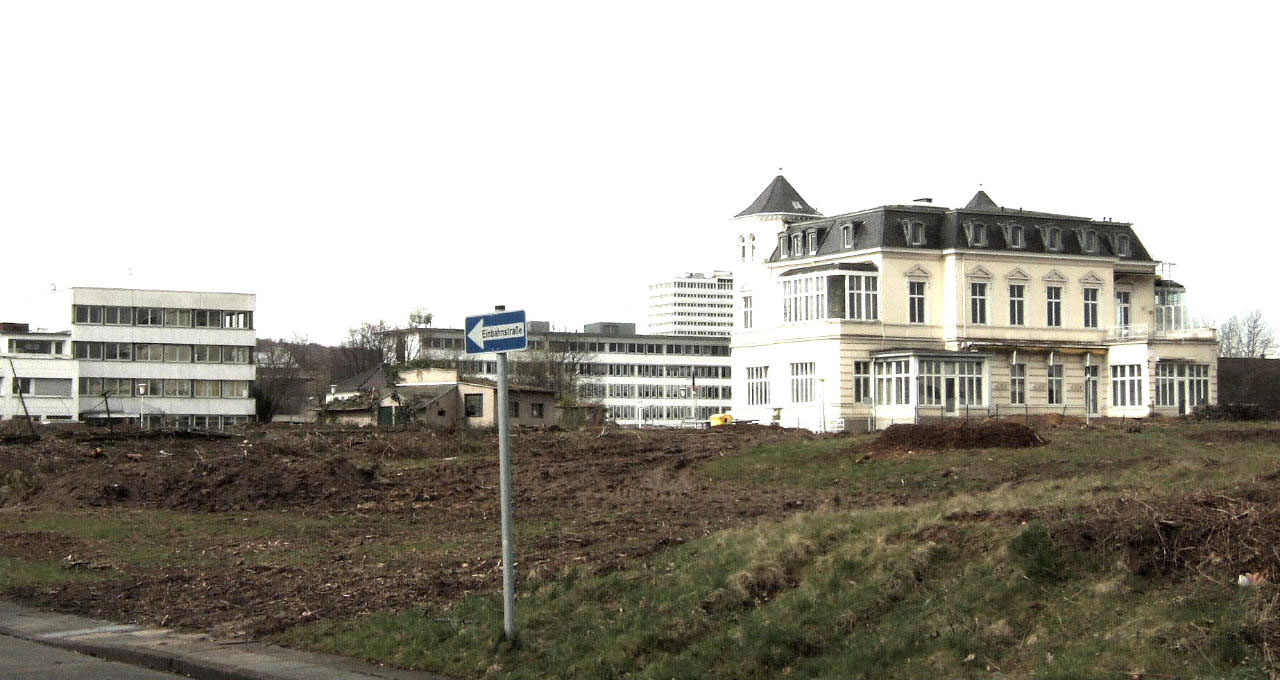
Gelände, auf dem der Erweiterungsbau des WCCB entstanden ist, rechts die 2006 abgerissene Villa Dahm (März 2006)

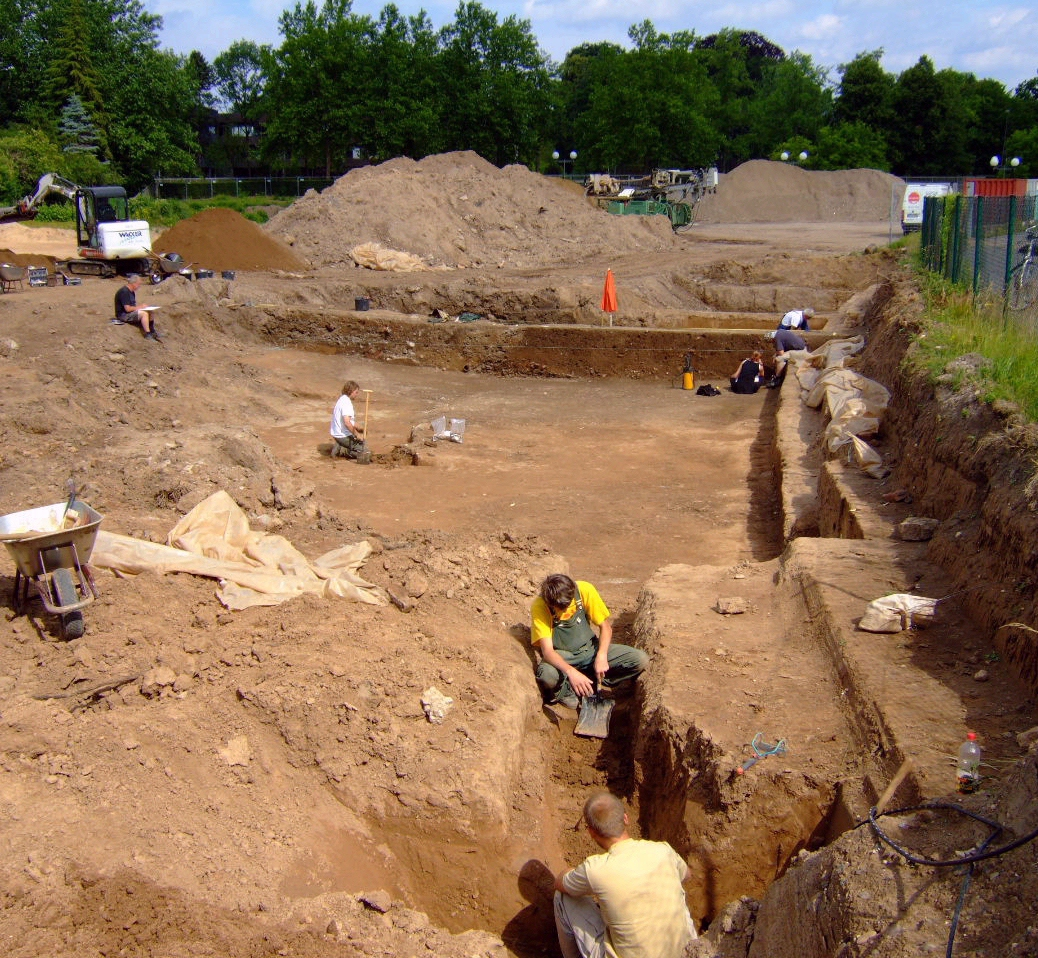
Archäologische Grabungen (Juni 2006)

"Am 13. März 2006 unterzeichneten Man Ki Kim, Chief Executive Officer der SMI Hyundai AG, und Choong Hong Cho, Chairman der Hyundai Remodeling Company, Ltd., eine formelle Vereinbarung mit der Stadt Bonn über den Bau und Betrieb des Kongresszentrums der Vereinten Nationen. Die Stadt Bonn wurde durch den Oberbürgermeister (!) Bärbel Dieckmann und den Stadtdirektor Arno Hübner vertreten." Einige Wochen später erklärt Kim in einem gemeinsamen Interview mit Bärbel Dieckmann, dass „wir bis Ende 2008 mit dem Kongressbereich fertig sein wollen. 2009 wird das Hotel eröffnen. Unser Budget für das Gesamtprojekt liegt bei rund 140 Mio. EUR.“ Von einer Beschränkung der Investitionshöhe durch SMI Hyundai war keine Rede. Mit der weiteren Planung, der Projektsteuerung und dem Baumanagement wurde die Firma HONG Architekten aus Berlin beauftragt. Ihr Besitzer, Young-Ho Hong, gründete danach die Firma „SMI-Hyundai Europe“, die das Projekt als Generalübernehmer bauen sollte.
Bereits im Februar 2006 wurde das Baugrundstück gerodet. Von Mai bis Oktober 2006 untersuchten Archäologen das Gebiet, das zum römischen „vicus Bonnensis“ gehörte. Anfang Juni wurde mit dem Abriss der Villa Dahm (ehemaliger Sitz der Deutschen Parlamentarischen Gesellschaft) begonnen, der am 11. Juli abgeschlossen wurde. Im November 2006 fand der erste Spatenstich statt. Vor 200 geladenen Gästen lobte die Oberbürgermeisterin SMI Hyundai und deren damaligen Präsidenten: „Sie sind ein Glücksfall für Bonn.“ Die Grundsteinlegung erfolgte im Mai 2007 und im September 2008 konnte das Richtfest gefeiert werden. Ende 2009 sollte – so die damalige Planung – das WCCB eröffnet werden, im Januar 2010 dann das „Ameron World Conference Hotel Bonn“.
Der Gebäudekomplex umfasst neben dem Kongressgebäude das 17-stöckige Hotel. Daneben ist ein Parkhaus an der Dahlmannstraße errichtet worden. Nach der Fertigstellung soll das neue Kongresszentrum über einen großen Saal mit einer Kapazität von 2650 Teilnehmern verfügen. Dieser Saal kann auf 3500 Plätze vergrößert werden, indem er mit einem anschließenden kleinen Saal kombiniert wird. Außerdem gibt es vier weitere unterteilbare Konferenzsäle, die zwischen 345 und 600 Personen Platz bieten. Das 2.500 Quadratmeter große, von einem stützenfreien Kristalldach überspannte Foyer des Erweiterungsbaus soll für Ausstellungen, Empfänge oder Präsentationen genutzt werden.

### Baukosten steigen von 140 auf 200 Mio. Euro
Im Februar 2009 wurden in der Öffentlichkeit Probleme mit dem Investor SMI Hyundai bekannt. Die Kosten für das Projekt waren zu diesem Zeitpunkt von 140 Mio. Euro auf 200 Mio. Euro gestiegen. SMI Hyundai war nicht in der Lage, die zusätzlichen 60 Mio. Euro zu finanzieren. Zur Erhöhung der Baukosten trug – so die Auskunft der Stadt – die Vergrößerung des Hotels von 200 auf nun 336 Zimmer, der Bau größerer Ausstellungsflächen, die Materialkostensteigerungen und die Abwertung des US-Dollars (die Finanzierung basierte auf dem US-Dollar) bei. Tatsächlich war zumindest das Hotel seit 2005 in der nun geschaffenen Größe schon vorgesehen. Wegen der Widersprüche, in die sich die städtische Projektleitung bei ihrer Begründung der Baukostensteigerung verwickelte, beschloss der Rat der Stadt Bonn am 7. Mai 2009, dass der Rechnungsprüfungsausschuss die Baukostensteigerung und das Controlling durch die Stadt untersuchen soll.

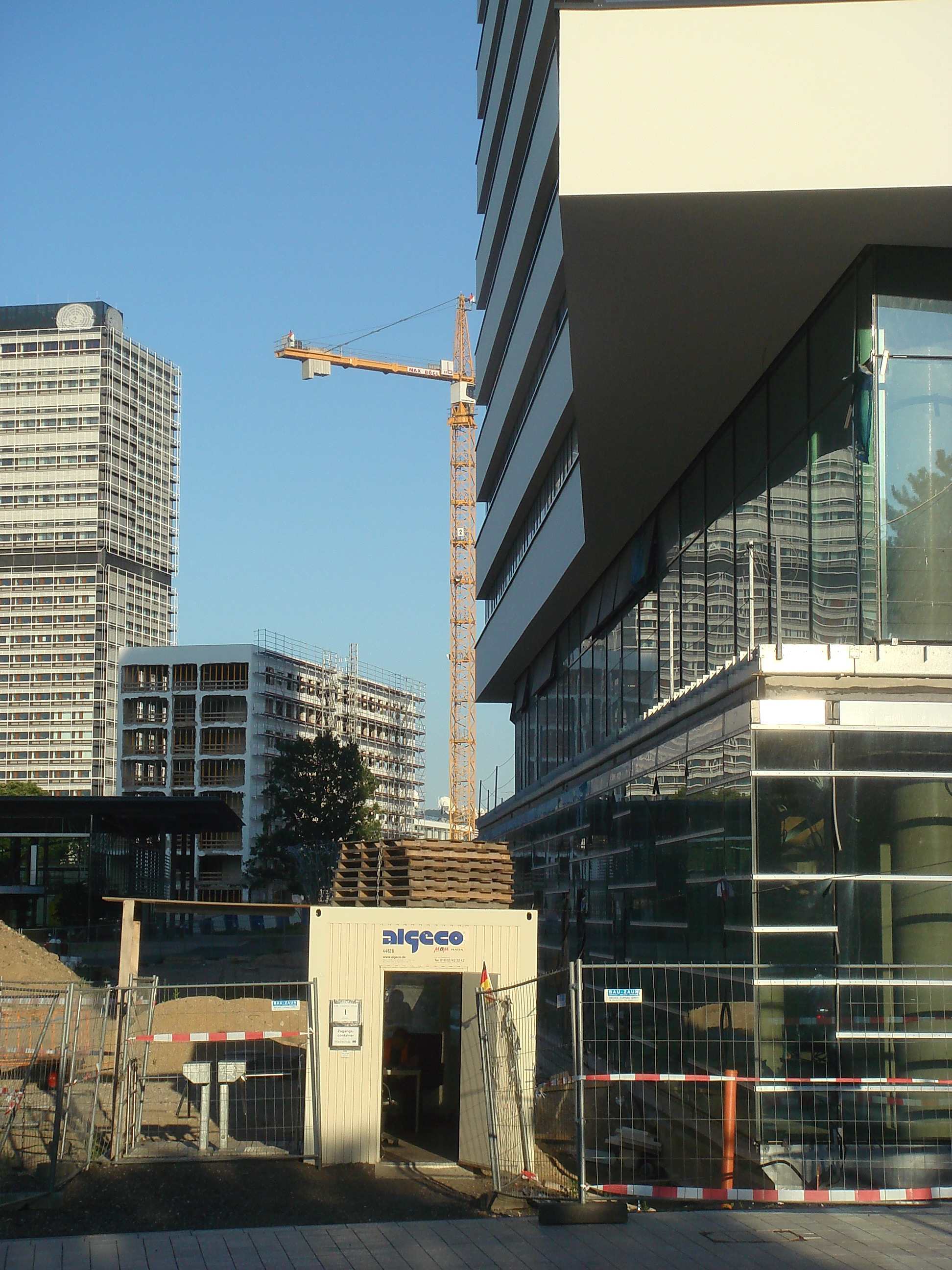
WCCB Baustelle, Juli 2010

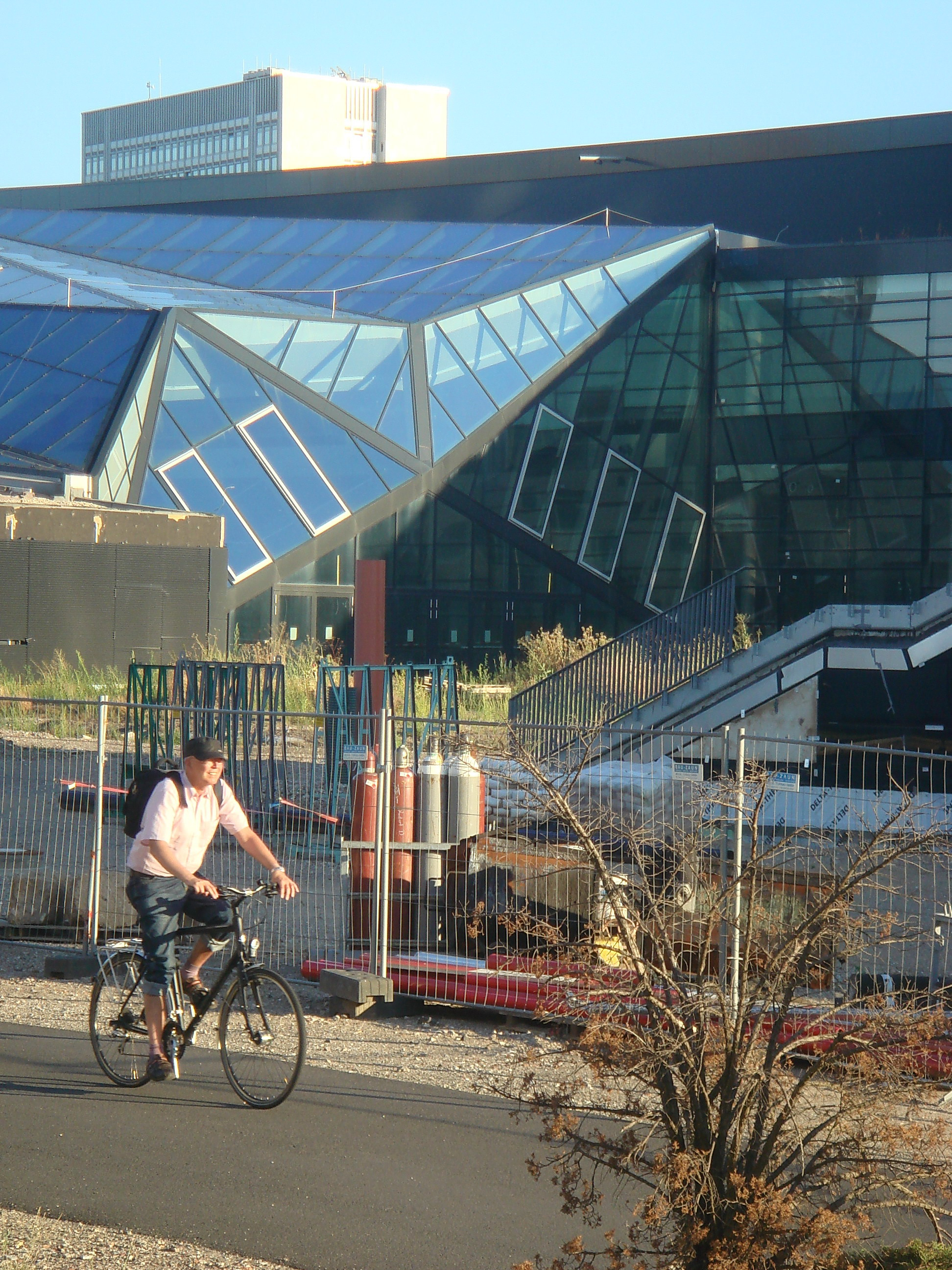
WCCB Baustelle Bonn, Juli 2010

Anstelle von SMI Hyundai präsentierte die Stadt im Frühjahr 2009 „Honua“ als einen neuen Investor. Dabei handelt es sich um ein Konglomerat von Firmen. Dazu gehört „Honua Investment Management“, die ihren Hauptsitz in Honolulu (Hawaii) hat und sich im Besitz von drei südkoreanischen Lebensversicherern befindet. Vertreten wird Honua in Bonn von Andrew Jang, der sich der Stadt gegenüber verpflichtete, das Finanzloch von 60 Millionen Euro zu stopfen. Der neue Investor ließ die Termine am 30. Juni 2009 und 10. Juli 2009 verstreichen, ohne dass die zugesagten 30 Mio. Euro Eigenkapital überwiesen wurden. Zu diesem Zeitpunkt war völlig unklar, ob und wie es mit dem Projekt weitergehen würde, weshalb Anfang August mehrere Ratsfraktionen erneut eine Sondersitzung des Unterausschusses Zukunft Bonn beantragten, damit "das Nebelkerzenwerfen der Stadtverwaltung ein Ende hat und alle Fraktionen des Stadtrates rückhaltlos informiert werden."
Parallel zu den sich überschlagenden Ereignissen, tauchte die „Whistleblowertüte“ auf, „ein dicker Briefumschlag mit vielen erhellenden Unterlagen und Mailverkehr aus dem Hause Dieckmann, die u. a. an sieben regionale und überregionale Printmedien verschickt worden war. Das Anschreiben lautete: ‚Betreff: Verschleierung WCCB/UNCC/IKKB. Die Stadt Bonn bzw. Verwaltung versucht diese Angelegenheit zu verschleiern und der Öffentlichkeit vorzuenthalten. Die Stadt Bonn riskiert die Verschwendung von Steuergeldern in Höhe von über 100 Mio. €. Es wird versucht die Information bis nach den Wahlen geheim zu halten.“
Auf Grund der "Nebenabrede zum Projektvertrag" zwischen der UNCC GmbH und der Stadt Bonn vom 19. März 2007 und der Zusatzvereinbarung vom 30. Juni 2009 (Erhöhung der Kreditfazilität für die UNCC um 30 Mio. Euro, s. "Term-Sheet") forderte Ende August die Oberbürgermeisterin dann erneut „ultimativ“ auf, das Geld zu überweisen. Am 28. August teilte die Stadt Bonn mit, dass die Bedingungen nicht erfüllt worden sind. Eine Sondersitzung des Bonner Stadtrates am 13. August 2009 zum Thema WCCB, zu der CDU und Grüne umfangreiche Fragen vorgelegt hatten, brach die Oberbürgermeisterin mit der Begründung ab: „Ich werde nicht zulassen, dass Mitarbeitern der Verwaltung Beihilfe zur Untreue und Betrug unterstellt werden“. Am 1. September 2009 trat die städtische Projektleiterin Evi Zwiebler (CDU) von ihrem Amt zurück. Am 9. September 2009 teilte die Stadt mit, dass die Firma Pricewaterhouse Coopers AG die Projektleitung der Stadt für das WCCB übernimmt. Am 14. September 2009 legte die Stadt einen „Sachstandsbericht“ vor. Im weiteren Verlauf kommt es im November 2009 zum verbalen Schlagabtausch zwischen dem Investigativ-Team des Bonner Generalanzeigers und dem Pressesprecher der Stadt. Die Fragen bezüglich des plötzlich insolventen Investors SMI Hyundai und einer in der Defensive befindliche Stadtverwaltung führen nicht nur in der Lokalpresse zu einer Betrachtung der beiden „Systeme“.

### Zusätzliche Finanzierung
Nach dem Bekanntwerden der Baukostensteigerung und der Finanzierungsprobleme mit privaten Investoren stellte die Sparkasse KölnBonn zu den ursprünglich 74 Mio. Euro im Sommer 2009 einen weiteren Kredit in Höhe von 30 Mio. Euro zur Verfügung, so dass sie mit 104 Mio. Euro an dem Projekt beteiligt ist. Zur Absicherung dieses Kredites erweiterte die Stadt Bonn – trotz gegenteiliger Aussage der damaligen Oberbürgermeisterin – ihre Nebenabrede.

### Staatsanwaltschaftliche Ermittlungen und Gerichtsverfahren
Am 15. September 2009 teilte die Bonner Staatsanwaltschaft mit, dass sie im „Zusammenhang mit den tatsächlichen und finanziellen Abläufen betr. das WCCB“ ein Ermittlungsverfahren gegen „Dr. Man-Ki Kim und Young Ho Hong, u. a. Geschäftsführer verschiedener am Bau des WCCB beteiligter Firmen, sowie Rechtsanwalt Dr. Michael Thielbeer, Geschäftsführer und Gesellschafter der WCCB Management GmbH eingeleitet“ hat. Gegen die vorgenannten Beschuldigten besteht, so die Bonner Staatsanwaltschaft, „der Verdacht des Betruges zum Nachteil der Stadt Bonn, der Untreue z. N. von Gesellschaften sowie der Bestechung und Bestechlichkeit im geschäftlichen Verkehr“. Zusammen mit dem Landeskriminalamt Düsseldorf wurden am 15. September 2009 vierzehn Durchsuchungsbeschlüsse u. a. in Bonn und Berlin vollstreckt, darunter auch Räume des Bonner Rathauses. Young Ho Hong und Michael Thielbeer wurden festgenommen und in der Sache verhört, gegen Man-Ki Kim wurde Haftbefehl erlassen.
Obwohl am gleichen Tage „der Stadt mitgeteilt wurde, [es] werde niemand in der Stadtverwaltung beschuldigt“, leitete Anfang Dezember 2009 die Staatsanwaltschaft Ermittlungsverfahren wegen des Verdachts der Untreue in einem besonders schweren Fall gegen die ehemalige Oberbürgermeisterin und damalige Präsidentin der Welthungerhilfe Bärbel Dieckmann, und die ehemaligen städtischen WCCB-Projektleiter, Evi Zwiebler (CDU) und Arno Hübner (CDU), ein. Gegen diesen Personenkreis wurden im September 2010 die Ermittlungen ausgeweitet und die Staatsanwaltschaft ermittelt auch wegen des Verdachts der Bestechlichkeit.
Am 26. Februar 2010 verhaftete die Bonner Staatsanwaltschaft Christoph Penderok, der als „unabhängiger Finanzberater“ die Firma Honua vertrat. Er wurde nach 16 Tagen aus der Untersuchungshaft entlassen. Strafrechtliche Ermittlungen wegen des WCCB wurden in der Folge eingestellt. Es blieb ein Verdacht der Steuerhinterziehung und des Besitzes von kinderpornographischen Bildern. Penderok gibt an, keine Steuern hinterzogen zu haben und von den kinderpornographischen Bildern nichts gewusst zu haben, da diese bei einer Festplattenspiegelung von Rechnern der Firma WCCB stammten und er diese ohne sein Wissen kopiert habe. Das Verfahren wurde am 25. Februar 2015 vom Amtsgericht Bonn gegen Zahlung einer Geldauflage in Höhe von 5.000 Euro nach § 153a StPO (Einstellung des Strafverfahrens) eingestellt.
Die Bonner Staatsanwaltschaft leitete Ende März 2010 ebenfalls Ermittlungen ein, gegen Friedhelm Naujoks, den Leiter des Städtischen Gebäudemanagements (SGB), und zwei Mitarbeiter wegen Betruges im besonders schweren Fall. Sie standen im Verdacht, so die Anklage, „NRW mit einem ‚passend gemachten‘ Testat um rund 35,79 Millionen betrogen zu haben“. Eine Voraussetzung für die Freigabe der Gelder lag nicht vor. „Hätten sie die Karten offen auf den Tisch gelegt, wäre das Geld niemals ausgezahlt worden“, so der Leiter der Bonner Staatsanwaltschaft, Fred Apostel. Daraufhin entband Oberbürgermeister Jürgen Nimptsch am 31. März 2010 Naujoks „vom Aufgabengebiet Konferenzzentrum“. Mit der Anklage gegen "Naujoks & Co", und einem geschätzten Schaden in Höhe von 30 Mio. Euro stand für Bonns Grüne und die CDU fest: Die Aussage von Ex-OB Bärbel Dieckmann (SPD), wonach die Stadt eben einfach auf Betrüger hereingefallen sei, ist angesichts der Recherche-Ergebnisse der Staatsanwaltschaft allenfalls eine billige Ausrede gewesen. Der tatsächliche Schaden aber für die Stadt, den die WCCB-Akteure hinterlassen haben, liegt im dreistelligen Millionenbereich, auch wenn er sich heute nur in Konturen abzeichnet. Trotz der in der Anklage bezeichneten 29 strafverdächtigen Tathandlungen wurde das Verfahren gegen Naujoks und zwei seiner Mitarbeiter gegen eine Auflage eingestellt: Er musste 15.000 Euro zahlen, die beiden anderen Beteiligten je 5.000 Euro.
Im September 2010 kam es zu einer weiteren Razzia im Bonner Stadthaus. Stadtkämmerer Ludger Sander, kommissarischer Stadtdirektor und Vertreter von OB Nimptsch, könnte WCCB-Gelder riskant angelegt und mehr als eine Million davon nicht zweckgerecht für die Unterhaltung der Bestandsbauten ausgegeben haben. Sander selbst beteuerte, zu keiner Zeit Gelder gefährdet oder zweckentfremdet zu haben.
Die Ermittlungen gegen ihn wegen Untreue wurden im Jahr 2013 gegen Zahlung einer Geldauflage von 5.000 Euro eingestellt. „Nach einer Mitteilung der Staatsanwaltschaft Bonn hat Sander einen Betrag von ‚fünf Millionen Euro unter Umgehung der Entscheidungshoheit des Rates und unter Verstoß gegen kommunale Anlagegrundsätze angelegt‘. Als Entlastungsmoment für Sander wird angeführt, ‚dass »nur« ein Gefährdungsschaden vorliegt‘ – also ein Schaden, der noch nicht realisiert ist, aber noch eintreten kann.“
„Am Mittwoch, den 3. November meldete der General-Anzeiger online, dass Man Ki Kim, auf dessen Firma Hyundai nicht nur der Rat hereingefallen war, nach 14 Monaten Fahndung, im Beisein eines Bonner Ermittlers zwei Tage zuvor zu Hause, nordwestlich von Washington D.C., festgenommen und mit einer Fußfessel versehen worden sei.“ Hilfreich bei der Fahndung war seine Adresse in der Gerichtsakte zur Klage von „Honua gegen den SMI-Chef Kim wegen hochgradigen Betrugs auf Schadensersatz in Höhe von mindestens 48 Mio Dollar.“
Anfang Mai 2011 wurde gegen Man-Ki Kim, Rechtsberater Wolf-Dittrich Thilo, Michael Thielbeer und Ha Sung Chung, Rechtsanwalt und Berater Man-Ki Kims Anklage erhoben. Ein erster Prozess begann am 30. September 2011 vor der Wirtschaftsstrafkammer des Bonner Landgerichts. Die Kammer stellte im Mai 2012 das Verfahren gegen Thielbeer mit Zustimmung der Staatsanwaltschaft gegen Zahlung von 150.000 Euro ein, nachdem er zu mehreren Aussagen bereit war und sein Anwalt die völlige Überforderung der Stadtverwaltung ins Spiel brachte: "...er wisse nicht, was schlimmer sei: Glauben zu müssen, dass die Stadt in der Spitze tatsächlich derart gedankenlos agierte oder dass Herr van Vorst [Leiter des OB-Vorstandreferats] die Verfahrensbeteiligten schlicht nicht mit der Wahrheit bediente".
Im Mai 2013 wurde Man-Ki, nach zwei Jahren U-Haft, trotz der erkennbaren Kontrolldefizite der Oberbürgermeisterin und ihrer Projektleiter zu sechseinhalb Jahren Haft wegen Betrugs in zwei Fällen und der falschen eidesstattlichen Versicherung verurteilt. Wolf-Dittrich Thilo wurde wegen Beihilfe zum Betrug zu einer Freiheitsstrafe von zwei Jahren und sechs Monaten, Ha Sung Chung wegen Betrugs und Bestechung zu einer Freiheitsstrafe von drei Jahren und drei Monaten verurteilt; die Revision beider verwarf der BGH als unbegründet.
Im März 2012 teilte die Bonner Anklagebehörde mit, dass das Ermittlungsverfahren gegen Bärbel Dieckmann mangels hinreichenden Tatverdachts eingestellt wurde. Die Staatsanwaltschaft konnte nicht widerlegen, dass Ex-OB Bärbel Dieckmann „jedenfalls subjektiv nicht davon ausgegangen ist, der Stadt Bonn einen Nachteil zuzufügen“. Allerdings blieben viele Fragen offen. Die Anklage gegen Arno Hübner und Evi Zwiebler blieb dagegen bestehen. Die Anklage wurde zur Hauptverhandlung vor der Strafkammer des Landgerichts Bonn zugelassen. Prozessauftakt war am 24. Februar 2015. Das Verfahren endete im Juli 2015 ohne Urteil und wurde gegen eine Auflage, die Zahlung von 20.000 (Stadtdirektor a. D. Hübner) bzw. 15.000 Euro (Ex-Bürgeramtsleiterin Zwiebler), eingestellt.

### Maßnahmen des Stadtrats gegen die Bonner Oberbürgermeisterin
Bonns damaliger CDU-Chef Axel Voss forderte am 16. September 2009 (einen Tag nach der Eröffnung der staatsanwaltlichen Ermittlungsverfahren) den Rücktritt der Oberbürgermeisterin. Sie solle die politische Verantwortung übernehmen und ihren bereits gewählten Nachfolger Jürgen Nimptsch (SPD) ans Ruder lassen. Einen Tag später, in der Ratssitzung, verteidigt sich die Oberbürgermeisterin in ihrer Rede: "Verantwortung heißt für mich zu stehen und nicht zu gehen", erklärt "Die Lage um das Konferenzzentrum ist dramatisch", und betont: "Gegen mögliche Täuschungen ist niemand gefeit, gegen kriminelle Machenschaften erst recht nicht". Auf jeden Fall habe die Staatsanwaltschaft erklärt, "dass nicht gegen städtische Mitarbeiterinnen und Mitarbeiter ermittelt wird, darüber bin ich sehr froh" und dass "wir diese Arbeit ohne Wenn und Aber unterstützen. Uns eint der gemeinsame Aufklärungswille".
Nichtsdestotrotz forderte der Rat der Stadt Bonn Bärbel Dieckmann auf, ihr Amt als Oberbürgermeisterin niederzulegen. Hauptgrund für diese mit 34 zu 24 Stimmen gefällte Entscheidung war der Vorwurf, sie habe „auf gravierende Weise ihre Informationspflicht gegenüber dem Rat verletzt“, wie die Fraktionsvorsitzende von Bündnis 90/Die Grünen, Dorothee Paß-Weingartz, formulierte. Hans-Ulrich Lang vom Bürger Bund Bonn und Werner Hümmrich (FDP) vertraten hingegen die Ansicht, dass die Oberbürgermeisterin im Amt bleiben müsse, da die Stadt bei der Suche nach einer Lösung für das WCCB eine „Kontinuität des Handelns“ benötige. Wilfried Klein (SPD) warb darum, die Vergangenheit zwar aufzuarbeiten und Aufklärungsarbeit zu leisten, aber als Bonner Stadtrat gemeinsam an einem Strang zu ziehen, um das Beste für die Stadt herauszuholen. Dieckmann auf Nachfrage zur Forderung des Rates: Ich kann gar nicht zurücktreten und ich werde auch nicht zurücktreten, weil ich gewählt bin, von 57 Prozent der Bonner Bürger und Bürgerinnen.
Im März 2011 unternahm der Stadtrat auf Antrag vom Bürger Bund Bonn (BBB) einen neuen Versuch, diesmal gegen die Ex-OB. Regierungspräsidentin Gisela Walsken wurde "um Einleitung eines Disziplinarverfahrens gegen Bärbel Dieckmann im Zusammenhang mit dem Skandal um das Kongresszentrum (WCCB) gebeten. Der Antrag wurde vom BBB-Fraktionsvorsitzenden Bernhard Wimmer damit begründet, dass Dieckmann, gegen die die Staatsanwaltschaft ermittelte, bereits frühzeitig die ersten finanziellen Probleme des WCCB-Investors Man-Ki Kim bekannt gewesen seien und sie dies dem Rat unverzüglich hätte mitteilen müssen." Walsken wollte aber "zum jetzigen Zeitpunkt" kein Disziplinarverfahren einleiten.

### Insolvenzantrag des Generalübernehmers und Baustopp
Am 24. September 2009 teilte der Vertreter des zu diesem Zeitpunkt in Haft sitzenden Chefs von SMI-Hyundai Europe, Young-Ho Hong, mit, dass die Firma einen Antrag auf ein Insolvenzverfahren gestellt hat. Infolge dieses Antrages kam es zu einem völligen Baustopp auf der Baustelle. Den Projektvertrag mit der UNCC GmbH kündigte die Stadt am 29. September 2009, nachdem zuvor die Sparkasse KölnBonn den Kreditvertrag gekündigt hatte. Damit begann über das Bauprojekt die Zwangsverwaltung. Die UNCC GmbH und die „World Conference Center Bonn Management GmbH“ beantragten daraufhin ebenfalls die Insolvenz.
Trotz des Baustopps sollten bis Dezember 2009 ca. 4 Millionen Euro von der SPK Köln/Bonn an den Insolvenzverwalter, für die Baustellensicherung 800.000 Euro und an Betriebskosten für die Heizung 350.000 Euro gezahlt werden. Die Baumaßnahmen für Hotel und Kongressbereich sollten das WCCB vor schweren Frostschäden im Winter bewahren, die einen Weiterbau behindern könnten. Nach Angaben des Insolvenzverwalters konnte das Gebäude im Winter 2009/2010 jedoch nur mit Fernwärme und durch Heizlüfter auf Temperatur gehalten werden, weil die Geothermie-Anlage im World Conference Center Bonn nicht ans Grundwasser angeschlossen und betrieben werden konnte. Die "großvolumigen Geldausgaben" für ein unfertiges Gebäude in einer eigentumsrechtlichen unklaren Situation wurden vom SGB-Leiter Friedhelm Naujoks u. a. mit dem drohenden Verlust von 12 Mio. Euro Landesmitteln begründet. Gleichzeitig kam der Baustillstand gelegen, um mit ihm als Druckmittel die letzte Tranche der Bürgschaft in Höhe von 30. Mio. Euro von der SPK KölnBonn abrufen zu können.
Der Insolvenzverwalter der WCCB-Unternehmen, Christopher Seagon, legte am 4. März 2010 einen Leistungsstandsbericht für das World Conference Center Bonn und das angeschlossene Hotel vor. Die voraussichtlichen Kosten für die Fertigstellung betrugen danach bis zu 74 Millionen Euro. Als reine Bauzeit einschließlich Anlaufphase seien für die Fertigstellung des Kongresszentrums neun Monate und für das Hotel knapp zwölf Monate nötig. Anfang November 2010 wurde jedoch bekannt, dass bei erfolgreichen Verhandlungen zwischen der Stadt und dem Insolvenzverwalter das WCCB erst im März 2013 eröffnet werden könne, ein Termin, der später auf den Sommer des Jahres verschoben wurde.

### Bericht des Rechnungsprüfungsamtes
Den im Mai 2009 vom Rat der Stadt beschlossenen Bericht des Rechnungsprüfungsamtes über das WCCB-Projekt legten die Prüfer im April 2010 vor. Der 475-seitige „streng geheime“ Bericht „über den städtischen Umgang mit Steuerzahler-Millionen bei Planung und Bau des World Conference Center Bonn (WCCB) wurde den Mitgliedern des Stadtrats individuell nach Hause geliefert“ und kommt zu dem Ergebnis, dass beide Fragen, die der Rat zur Prüfung aufgetragen hat, mit Nein beantwortet werden müssen. Die erste Frage lautete, „ob die Kostensteigerungen von insgesamt 60 Millionen Euro seitens der UNCC bzw. seines Generalübernehmers ausreichend plausibilisiert und zeitnah im Detail nachgewiesen wurden“, und die zweite Frage lautete, „ob die Stadt, vertreten durch das SGB (Städtisches Gebäudemanagement), ein geeignetes und effektives Controlling durchgeführt und damit die Interessen der Stadt gewahrt hat“.
Nachdem die Vorgänge beim WCCB "einem der zurzeit größten kommunalen Infrastrukturprojekte in Deutschland" (zit.: "Der Spiegel" Nr. 15), bundesweit Aufmerksamkeit erregt hatten, erschien zeitgleich mit einem Beitrag des Bonner-Generalanzeigers zum "Investor" Man Ki Kim im Magazin Der Spiegel ein Bericht mit dem Titel: „Der Märchenmann“ mit der Frage: Wie dumm darf sich eine Stadtverwaltung anstellen, bevor es kriminell wird? Im WDR-Fernsehen sagte Oberbürgermeister Jürgen Nimptsch (SPD): In dem Projekt seien „offenbar kriminelle Machenschaften angelegt“ gewesen, was für den städtischen Steuerungsprozess „eine Nummer zu groß war“. Das könne man keinem vorwerfen, denn niemand „konnte annehmen, dass von vorneherein kriminelle Energie im Spiel ist.“ Das klang wie ein Echo seiner Vorgängerin im Amt. Auch Bärbel Dieckmann hatte nämlich sinngemäß behauptet, das Wesen des Betruges, sei, dass man ihn nicht erkennen könne.
Die ausführliche Kommentierung zum RPA-Bericht erfolgte in der „Millionenfalle 41“ des General-Anzeigers, setzte sich u. a. mit dem mysteriösen 10er Budget, „Ein Auffangbecken für unbezahlte Rechnungen jedweder Art“ auseinander, übte Kritik an OB Nimptsch („Warum tritt Nimptsch nur mit einer juristischen Leibgarde vor den Rat? Warum ließ er nur eine öffentliche Version des RPA-Berichts zu, die eine Farce ist? Warum wurde SGB-Leiter Friedhelm Naujoks (SPD), gegen den wegen Untreue ermittelt wird, nicht fristlos entlassen?“) und beleuchtete die finanziellen Verflechtungen der Bonner Werbeagentur eines SPD-Ratsherren. Obendrein hatte der WDR auf Basis einer „streng vertraulichen Vorlage an den Stadtrat“ kurz zuvor veröffentlicht, „dass das World Conference Center nicht wirtschaftlich betrieben werden kann“ und dass mit Gesamtkosten für die Fertigstellung des WCCB von ca. 270 Millionen Euro zu rechnen wäre. „Bisher gingen die Verantwortlichen von rund 70 Millionen Euro aus. Dadurch, so wird in der Vorlage errechnet, wird das WCCB einen so genannten negativen Ertragswert von mindestens 3,1 Millionen Euro im Jahr haben“.
Die für die Stadtverwaltung prekäre Situation, ursächlich mitschuldig zu sein am WCCB-Desaster, verteidigte OB Nimptsch in einer Ratssitzung am 13. Juli 2010. Indem er sich schützend vor seine Mitarbeiter stellte ("Ich darf … in meinem Amt aus Fürsorgegründen nicht zulassen, dass Mitarbeiterinnen und Mitarbeiter beschädigt werden."), die Kompetenz des Rechnungsprüfungsamtes kleinredete und gegen die Presse agitierte ("Weltweit schwenken Medien mit der Fahne der demokratischen Transparenz, wirken aber letztlich anti-aufklärerisch."), tat er sich jedoch keinen Gefallen. Zusätzlich zum Bau- und Verwaltungsskandal kreierte Oberbürgermeister "Nimptschman" (als Held eines SPD-nahen Comic-Blogs) im Kampf gegen den "General-Anzeiger mit dem Vorwurf des "Verdachtsjournalismus" einen weiteren Eklat.
Schon im Vorfeld war seitens der Stadt behauptet worden es gebe "nur eine Entwurfsfassung des WCCB-Prüfberichts", weshalb der Verdacht aufkam, das Presseamt verbreite hinsichtlich des Berichts des Rechnungsprüfungsamtes (RPA) zum WCCB eine "unseriöse Desinformation". Oberbürgermeister Nimptsch verweigerte die Veröffentlichung des Berichtes, obwohl bereits „personalisierte“ Exemplare an die Ratsmitglieder verteilt worden waren, worauf der Bonner General-Anzeiger den Bericht am 13. Juli 2010 ins Netz stellte. Auf Antrag eines Fraktionsmitglieds der Bonner LINKEN missbilligte der Beschwerdeausschuss des Deutschen Presserats die Veröffentlichung des vollständigen WCCB-Prüfberichts auf der Website des Bonner General-Anzeigers. Persönlichkeitsrechte von städtischen Mitarbeitern könnten verletzt werden. Der General-Anzeiger blieb bei seiner Haltung bezüglich des bereits teilveröffentlichten amtlichen Dokuments, deaktivierte jedoch den Link. Wegen des weiter gestiegenen öffentlichen Interesses an der Aufklärung des WCCB Skandals wurde der Link später auf dem Bonner Presseblog erneut „reaktiviert“. Eine partielle Einsichtnahme gewährte Jochen Hilgers in der WDR-Lokalzeit.
Die weiteren Ereignisse zeigten, dass es mit der Aufklärung unter OB Nimptsch etliche Ungereimtheiten gab. Nachdem der RPA-Bericht zum WCCB im April 2010 erschienen war, entstand der Verdacht, dass "das eigentliche “Papier-Dynamit” im Tresor von Bonns neuem Oberbürgermeister Jürgen Nimptsch ...auf seine Glättung durch “wohlinformierte Kreise” wartet." Das Rechnungsprüfungsamt, das dieser Vermutung widersprach, wurde ein zweites Mal vom Rat beauftragt, allerdings drehten sich "Die Kernfragen nun um die Verantwortung und das Führungsverhalten der ehemaligen OB...[denn] nachdem der erste, 475-seitige WCCB-Bericht des RPA fertig war, fand sich in der Verwaltung nachträglich ein Speicherstick mit 7 563 Mails und 2 616 Anlagen... [und] einen 79-seitigen Bericht der Wirtschaftsprüferkanzlei PricewaterhouseCoopers (PwC), den bis heute offenbar nur Nimptsch und einige Eingeweihte kennen... Das RPA resümiert: "Warum diese vergangenheitsbezogenen Themen und Feststellungen von PwC nicht weiter behandelt worden sind, entzieht sich unserer Kenntnis." Das zurückhaltende Interesse daran von OB Nimptsch wäre verständlich: Das aufklärerische Wühlen in der Vergangenheit kann den stadteigenen Anteil am Schlamassel nur sichtbarer machen und auch die eigene Partei beschädigen. Dieckmann, Naujoks, Nimptsch: alle SPD.

### Heimfall oder Zwangsversteigerung?
Im Februar 2010 teilte der Bonner Oberbürgermeister Jürgen Nimptsch mit, dass eine Chance bestehe, das Konferenzzentrum in städtischer Regie fertigzustellen. Der Heimfall des Projektes zurück an die Stadt eröffne die Möglichkeit, wieder Eigentümerin des Grundstücks zu werden. Das gebe der Stadt die volle Handlungsfähigkeit zurück. Nach einem Heimfall sei für die Inbetriebnahme der Neubauten die Jahresmitte von 2011 ein Zeitziel, das man verantwortbar nennen könne.
Im Februar 2011 präsentierte die Schwarz-Grüne Mehrheit im Bonner Stadtrat ein Gutachten, auf dessen Grundlage CDU und Grüne bei Ratsentscheidungen agierten. Beide Fraktionen schlossen den Heimfall nicht aus, wollten aber im Gegensatz zu der Strategie des Oberbürgermeisters die Zwangsversteigerung beantragen und „vielleicht auch wieder – falls Insolvenzverwalter Christopher Seagon einlenkt – zurückziehen, und schon bald mit dem Weiterbau beginnen. Über den WCCB-Zwangsverwalter der Sparkasse KölnBonn“. Der Rat der Stadt Bonn stimmte am 14. April 2011 mehrheitlich einem solchen Vorgehen zu. Daraufhin kündigte Oberbürgermeister Nimptsch an, dem Beschluss zu widersprechen und ihn gegebenenfalls zu beanstanden. Seine Bedenken stellte der Oberbürgermeister nach einem Gespräch mit den Koalitionsfraktionen Ende April 2011 zurück, da die Fraktionen erklärten, den Oberbürgermeister bei den weiteren Bemühungen zu unterstützen – parallel zur Umsetzung des Ratsbeschlusses vom 14. April 2011 durch die Verwaltung – einen einvernehmlichen Heimfall herbeizuführen.
Am 17. Mai 2011 beantragte die Sparkasse KölnBonn die Zwangsversteigerung für das World Conference Center Bonn. Eine gütliche Einigung mit dem Insolvenzverwalter außerhalb dieses Verfahrens würde die Zwangsversteigerung stoppen.
Durch einen Beschluss des Rates der Stadt Bonn vom 21. Juli 2011 wurde die Verwaltung ermächtigt, mit der Sparkasse KölnBonn einen Forderungskauf- und Abtretungsvertrag in einer Größenordnung zwischen 38 und 42 Mio. Euro abzuschließen. Er umfasst den Erwerb einer Teil-Darlehensforderung gegen die UNCC Bonn GmbH nebst Abtretung der Grundschuld. Am 30. September 2011 unterzeichneten beide Seiten den Kaufvertrag in Höhe von rund 39 Millionen Euro, mit dem die Stadt die Grundschuldforderung der Sparkasse erwarb. Um diese Summe verminderte sich die ursprünglich in Höhe von 104,3 Mio. Euro getätigte Bürgschaft.
Ende September 2011 wurden die Verhandlungen zwischen Stadt und Insolvenzverwalter über den Heimfall abgeschlossen. Die Rücküberführung von Grundstück samt Aufbauten erfolgte nun einvernehmlich. Dafür zahlte die Stadt 8,5 Mio. Euro. Arazims Ansprüche aus dem Grundbuch zu löschen, kostete drei Millionen Euro. Diesen Betrag sollen sich Insolvenzverwalter (rund eine Million) und Sparkasse KölnBonn (zwei Millionen) aufgeteilt haben. Am 28. Februar 2012 stimmte die Gläubigerversammlung der Heimfall-Vereinbarung zwischen dem Insolvenzverwalter und der Stadt zu.
Als verbliebenes Risiko sind die Ansprüche von Honua anzusehen. Auch diese Firma möchte sich unter Umständen an der Stadt Bonn schadlos halten. Das geht aus einem offiziellen Schreiben hervor, aber auch aus der Klageschrift, die Honua gegen die SMI Hyundai Schachtelfirma von Man Ki Kim in den USA eingereicht hat.
Der sogenannte Heimfall, also die Übertragung des Eigentums am WCCB-Grundstück an die Stadt Bonn, erfolgte per Eintragung ins Grundbuch am 11. Mai 2012. Der hatte zur Folge, dass sechs Monate später die Sparkasse KölnBonn ankündigte, „ihre Forderungen aus der städtischen Bürgschaft für das World Conference Center Bonn (WCCB) in Höhe von rund 80 Millionen Euro gegenüber der Stadt Bonn per Klage durchsetzen zu wollen.“

### Schadensersatzansprüche
Nach den strafrechtlichen Konsequenzen wurden auch zivilrechtliche Forderungen auf Schadensersatz zwischen den Beteiligten anhängig.
Das Oberlandesgericht Köln reduzierte am 18. Oktober 2016 einen vom Insolvenzverwalter gegenüber Man Ki Kim, früherer Geschäftsführer der WCCB-Gesellschaften, erhobenen Schadensersatzanspruch, den das Landgericht Köln am 23. April 2015 auf knapp 11,7 Mio. Euro festgesetzt hatte, auf rund 2,3 Mio. Euro.
Im November 2017 stimmte der Bonner Stadtrat einem Vergleichsvorschlag des Landgerichts zu, wonach der frühere WCCB-Bauchef Young-Ho Hong gegen Verfahrenseinstellung 200.000 Euro an die Stadt zahlte.
Eine Zahlungsforderung von 500.000 Euro der Stadt Bonn gegenüber Naujoks, dem früheren Leiter des Städtischen Gebäudemanagements (SGB), wurde vom Bonner Arbeitsgericht am 7. November 2018 und vom Landesarbeitsgericht Köln am 9. Januar 2020 zurückgewiesen. Eine grobe Pflichtverletzung sei nicht nachgewiesen und zudem greife auch die Ausschlussfrist des zutreffenden Tarifvertrags. In der Boulevardpresse wurde dieses Urteil als erneute „Klatsche“ für die Stadt Bonn bezeichnet, weil sie bereits im April 2018 den Zivilprozess um 100 Millionen Euro gegen den früheren Investor Man-Ki Kim und seinen Rechtsberater Sung Chung verloren hatte.
Ein vom Gericht vorgeschlagenes Mediationsverfahren, wegen der Klage bezüglich der von Bärbel Dieckmann begangenen Dienstpflichtverletzungen hatte sie zugestimmt, wurde aber dem Rat von der Verwaltung verspätet mitgeteilt und von diesem Ende September abgelehnt.
Das Verwaltungsgericht Köln entschied darauf am 10. September 2020, dass die Stadt Bonn einen Schadensersatzanspruch von je einer Million Euro gegenüber der ehemaligen Oberbürgermeisterin Bärbel Dieckmann und dem ehemaligen Stadtdirektor Arnold Hübner habe, da diese ihre beamtenrechtlichen Dienstpflichten grob fahrlässig verletzt hätten. „Im Fall der ehemaligen Oberbürgermeisterin hat das Gericht das Vorliegen einer schuldhaften Pflichtverletzung insbesondere unter Hinweis auf die unzureichenden Vorlagen für den Ratsbeschluss begründet. Zwar habe der Rat der Bundesstadt Bonn Frau Dieckmann zum Abschluss der Zusatzvereinbarung zur Nebenabrede ermächtigt. Dieser Ratsbeschluss sei jedoch rechtswidrig und damit unwirksam, weil er unter Verletzung des Informationsanspruchs der Ratsmitglieder ergangen sei. Zur Haftung von Herrn Hübner hat das Verwaltungsgericht festgestellt, dass die im Jahr 2007 unterzeichnete Nebenabrede weder vom seinerzeitigen Ratsbeschluss gedeckt noch der Bezirksregierung Köln ordnungsgemäß angezeigt worden sei. Ihm sei bekannt gewesen, dass der Rat mit der Nebenabrede keine Haftung für einzubringendes Eigenkapital habe übernehmen wollen, was durch die unterzeichnete Nebenabrede letztlich bewirkt worden sei. Außerdem habe er sich mit der Haftungserweiterung über rechtliche Bedenken anderer Beamten aus der Kämmerei hinweggesetzt“.
Die gegen sie erhobenen Vorwürfe hatte Bärbel Dieckmann zurückgewiesen und behauptet, dass alle Ratsmitglieder informiert gewesen seien: „Gerade das Wissen darum, in welch großer Verantwortung wir bei diesem Projekt waren, hat uns zu sehr präziser Arbeit angehalten“, sagte sie im Prozess. Eine nicht unerhebliche Rolle im Sinne der Mitverantwortung dürfte dabei der in Fettschrift ausgeführte Passus der nicht öffentlichen Beschlussvorlage Ds.-Nr. 0513541 vom 29. November 2005 zum Projektvertrag mit UNCC/SMI Hyundai gespielt haben. Der wurde am 8. November 2010 dem Betreiber des "Bonner Presseblogs" zugespielt. "Neben den in der öffentlichen Beschlussvorlage Ds.-Nr. 0513540, [siehe letzter Absatz im Abschnitt: "Kongresszentrum und Hotel"] genannten Eckpunkten" heißt es – mit heutigem Wissen: "vorausschauend" – auf Seite 4: "Im übrigen weist die Verwaltung darauf hin, dass Vertreter aller Fraktionen Gelegenheit hatten, den von der Verwaltung ausgehandelten Projektvertrag, einschließlich der Baubeschreibung sowie eine Zusammenstellung der verschiedenen Risikoszenarien, einzusehen."
Gegen die Urteile wurde direkt nach der Verkündung von Dieckmann und Hübner Berufung eingelegt. Mit der Entgegnung auf den Schriftsatz zur Berufung ließ sich die Stadtverwaltung allerdings Zeit.
Im Gerichtsverfahren bezüglich der vom Insolvenzverwalter erhobenen Forderung an die Sparkasse Köln-Bonn einigten sich die Parteien auf einen Vergleich, dem die Gläubigerversammlung im April 2021 zustimmte.
Überraschend beschloss der Stadtrat im September 2022 doch noch, dass die Stadtverwaltung mit Bärbel Dieckmann und Arno Hübner an einem Güterichterverfahren unter Ausschluss der Öffentlichkeit teilnehmen soll. Voraussetzung war „die Übernahme von politischer Verantwortung und die Zahlung eines nennenswerten Schadensersatzes“. Die Einigung im „Streit um das größte Baudesaster der Nachkriegsgeschichte... mit Ex-Oberbürgermeisterin Bärbel Dieckmann zum WCCB-Skandal“, erfolgte Anfang Juni 2023. Der muss der Stadtrat in nicht öffentlicher Sitzung noch zustimmen. Damit hat sich der Rat mit seiner Forderung (nach „später Einsicht“) gegenüber der Ex-OB zur Verantwortungsübernahme durchgesetzt und damit ein langjähriges Ringen um die wahren Hintergründe des Verwaltungsskandals zu seinen Gunsten entschieden. Ob die mit der Stadtverwaltung vereinbarte Schadensersatzsumme allerdings einen „nennenswerten Betrag“ angesichts der Gesamtbelastung für den Steuerzahler darstellt, bleibt offen, „denn die Pflichtverletzung der Oberbürgermeisterin war auch kausal mindestens für einen Schaden in Höhe von 14,3 Mio. Euro (verantwortlich). Offenbar wurde mit der zugesprochenen Summe von 1 Mio. Euro nur ein Teilbetrag eingeklagt“. Dieser Sachverhalt, aus „Fürsorgegründen“ nur eine Teilklage anzustreben, als auch der mögliche Versicherungsschutz von Dieckmann und Hübner gegenüber städtischen Schadensersatzansprüchen war bereits im September 2020 von der Bonner Linksfraktion thematisiert worden.
Jochen Hilgers, einer der wichtigen Rechercheure zum WCCB, geht in der Lokalzeit davon aus, dass „beide Seiten in der kommenden Ratssitzung ein Schlussstrich ziehen wollen“, nicht zuletzt um das Konferenzzentrum, „das den Steuerzahler einen hohen dreistelligen Millionenbetrag gekostet hat, aus den Schlagzeilen zu bekommen“. Andernfalls „hätte bei der hohen Streitsumme bis in die letzte Instanz gefochten werden müssen... was drei bis 5 Jahre ...bedeuten würde“. Das Verhalten von Bärbel Dieckmann, die sich offiziell vor dem Rat, als Teil der Einigung, entschuldigen muss, sieht Hilgers kritisch: es sei „auch mit gezinkten Karten gespielt worden“, was sich speziell auf die sog. „Nebenabrede“ bezieht. „Mit dem WCCB habe sich die ehemalige Weltbürgermeisterin alles Ansehen verspielt“, meint der freie Mitarbeiter des WDR.
Am 13. Juni 2023 hat sich der Rat, wie erwartet, mehrheitlich für eine Einigung mit den ehemaligen städtischen Bediensteten ausgesprochen. Dieckmann zahlt als Ergebnis des Güterichterverfahrens 200.000 Euro, Hübner 30.000 Euro. Weil die „Stadt Bonn auf hohen Kosten sitzenbleibt“ verlief die nicht öffentliche Sitzung „zum Teil hochemotional... Mehrere Ratsmitglieder sparten nicht mit Kritik an der früheren Bonner Oberbürgermeisterin Bärbel Dieckmann und ihrer Rolle im Skandal um das World Conference Center Bonn (WCCB).“
Die erfolgreiche Einigung beruht nicht zuletzt auf dem ungewissen Ausgang des Rechtsstreits gegen Bärbel Dieckmann in Höhe von 1,0 Mio. Euro: „Das Verwaltungsgericht [Köln] hatte der Klage stattgegeben. Im Berufungsverfahren hatte der zuständige Senat des Oberverwaltungsgerichts darauf hingewiesen, dass die Erfolgsaussichten der Berufung der Beklagten offen seien. Die Sache werfe komplizierte Rechtsfragen auf, wie sich nicht zuletzt aus den substantiierten Einwendungen der Beklagten gegen die rechtlichen Würdigungen des Verwaltungsgerichts ergebe. Vor diesem Hintergrund hatten sich die Beteiligten auf Anregung des Senats darauf verständigt, im Rahmen eines eigenständigen und vertraulichen Güterichterverfahrens unter Vermittlung eines richterlichen Mediators eine einvernehmliche Lösung der langjährigen Auseinandersetzung zu suchen. Dies ist mit der heute geschlossenen Vereinbarung [200.000 Euro zu zahlen], der der Rat der Bundesstadt Bonn in seiner gestrigen Sitzung zugestimmt hat, gelungen“, heißt es in der Pressemitteilung des OVG Münster. In ihrer vom Rat geforderten „Entschuldigung“ führt Bärbel Dieckmann aus: „(Ich habe) als damals zuständige Oberbürgermeisterin (der Stadt Bonn) in (meiner) Rede am 17.09.2009 die politische Verantwortung für die Geschehnisse im Zusammenhang mit der Realisierung des WCCB übernommen“ und ergänzt zur damaligen städtischen Informationspolitik: „Naturgemäß wissen wir heute alle mehr als wir vor den Entscheidungen gewusst haben. Ich weiß heute auch, dass es Beteiligte gibt, die sich nicht hinreichend informiert gefühlt haben. Dies gilt insbesondere im Hinblick auf die Entscheidung der Sparkasse KölnBonn vom 25.10.2005, die anschließende Zustimmung zur Nebenabrede sowie die Zustimmung zur Zusatzvereinbarung der Nebenabrede mit der Sparkasse KölnBonn“. Was gemeint ist, drückt sie in einer von ihren Anwälten verbreiteten Mitteilung genauer aus: „Ich habe kein Schuldeingeständnis abgegeben, sondern wie im Jahre 2009 die politische Verantwortung für die seinerzeitigen Vorgänge übernommen.“ In der besagten Rede am 17. September 2009 („Stehen und nicht gehen“), als der Rat sie mehrheitlich zum Rücktritt aufforderte, hatte sich die damalige OB zwar zu ihrer Verantwortung bekannt, allerdings „brachte sie zu ihrer Entlastung einen gelungenen Satz vor: ‚Wenn man Betrüger erkennen könnte, gäbe es keinen Betrug.‘“
Eine identische Pressemitteilung gab das OVG Münster auch zu Arno Hübner ab, der sich bereit erklärte, 30.000 Euro zu zahlen. Seinerzeit habe er die Sachlage anders bewertet: „Angesichts der offenbar möglichen unterschiedlichen Interpretationsmöglichkeiten der geänderten Nebenabrede, die mir damals aber nicht bewusst waren, war es rückblickend betrachtet ein Fehler, den Rat vor Unterzeichnung der Nebenabrede nicht noch einmal über die textliche Änderung zu informieren. Bei Zugrundelegung der verwaltungsgerichtlichen Entscheidung hätte ich darauf hinwirken müssen, dass der Bezirksregierung auch die Änderung der Nebenabrede angezeigt wird“. Beide „Nebenabreden“ beziehen sich auf komplexe Vorgänge, „die als Bürgschaften sprachlich verkleidet wurden“, erklärte der Lokalchef des General-Anzeigers Bonn, Andreas Baumann, „denn die Bezirksregierung Köln darf eine kommunale Bürgschaft für eine private Firma nicht genehmigen. Der Stadtrat erfährt von alledem nichts. In der Ratsvorlage steht weder der Betrag – 74,3 Millionen – noch das Wort „Bürgschaft“. Statt dessen eine harmlos klingende Formulierung, wonach die Stadt im Fall eines Heimfalls (nach der Bauphase) für den Investorkredit haften könnte... Im März 2007 wird eine andere Nebenabrede als die vom Rat beschlossene von der Verwaltungsspitze unterzeichnet. Nun gilt die Bürgschaft schon während der Bauphase. Damit wandern – ohne Wissen des Rates – alle WCCB-Risiken zu Stadt und Steuerzahler... Im Frühsommer 2009 bewilligt der Rat eine zweite Nebenabrede – weitere 30 Millionen Euro, um einen Baustopp zu verhindern“.
Mit dem Vergleich hat die Stadt Bonn die Rücknahme ihrer Klage erklärt. „Ein mehr als ein Jahrzehnt währender politischer und juristischer Konflikt ist abgeschlossen, so dass wir uns auf das Jetzt konzentrieren und in die Zukunft schauen können“, so die derzeitige Bonner Oberbürgermeisterin Katja Dörner in ihrer offiziellen Stellungnahme zur Entscheidung des Rates auf der städtischen Homepage.

### Kosten des WCCB

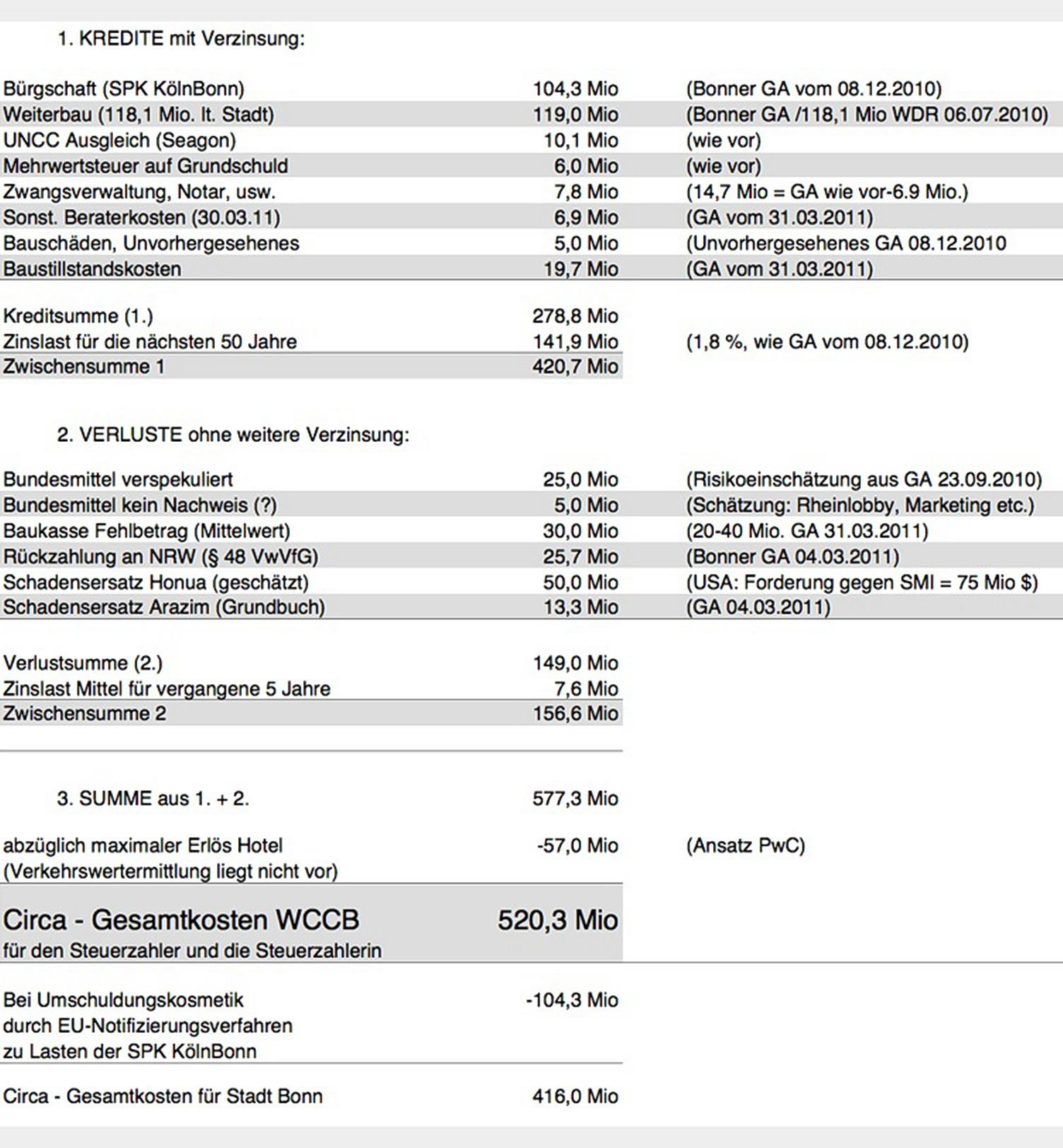
„Bonns offene Rechnung“, Bonner Magazin rhein:raum online, April 2011

Am 13. Juni 2023 entscheidet der Rat in nicht öffentlicher Abstimmung unter „TOP 13.8 WCCB – Durchführung eines Güterichterverfahrens“ Dabei geht es um die von der Verwaltung vorbereitete und vom Richter vorgeschlagene Schadensersatzregelung für Bärbel Dieckmann und Arno Hübner. Bei Zustimmung einigen sich Rat, die Ex-OB und ihr früherer Projektleiter auf ein Fünftel der Summe von 1 Mio. Euro, die zunächst vom Verwaltungsgericht Köln festgesetzt wurde. Aber auch der Betrag von einer Million Euro bedeutet nur einen verschwindenden Bruchteil des Gesamtverlustes, den die Stadt durch Fehler der eigenen Verwaltung bei der Kontrolle und der Abwicklung des Bonner WCCB erlitten hat.
Die Abstimmung im Rat erfolgt ohne eindeutige und nachvollziehbare Zusammenstellung der Gesamtkosten des WCCB und der sog. sunk cost, denn die liegen bis heute nicht vor. Lediglich „ein hoher dreistelliger Millionenbetrag“ (zit. Jochen Hilgers in der WDR-Lokalzeit vom 7. Juni 2023) und zwar in Höhe von 300 Mio. Euro verfestigte sich im Verlauf des Skandalprojekts. Der erste Gesamt-Kassensturz stammt aus April 2011 und deutet an, dass die Summe von 300 Mio. Euro eher die Untergrenze ausweist. Weitere Versuche, die Gesamtkosten zu präzisieren, unterblieben, vermutlich wegen der stets diffusen Gemengelage, wozu der Versuch gehört eine Bürgschaft als „Wirtschaftsförderung“ zu deklarieren (Dieckmann in der Lokalzeit) oder Verluste durch eine nicht kalkulierbare Umwegrendite wirtschaftlich zu rechnen um sie durch die politischen Gremien zu schleusen. Bonn stand nämlich, „bevor irgendein Kongress mit Umwegrendite veranstaltet werden kann, vor einem Scherbenhaufen“. Auch Kosten netto anstatt brutto zu benennen gehörte zum Verwaltungshandeln.
Ende 2012 veranschlagte Wolfgang Wiedlich im Generalanzeiger die Kosten des WCCB pauschal wie folgt: Geschätzte Kosten: 200 Mio. Euro max., 150 Mio. min. und zusätzliche Kosten 200 Mio. Euro max., 150 Mio. Euro, min. 400 Mio. Euro max, 300 Mio. Euro min. für das noch unfertige WCCB. Kosten in dieser Größenordnung teilte auch der WDR Anfang 2013 mit: „Der Skandalbau wird dann (nach Weiterbau) zwischen 200 und 500 Millionen Euro gekostet haben, inklusive der Hunderttausende, die für Wachdienst, Strom und eine eilends eingebaute Heizung anfielen“. Dann, im Jahr 2015, noch war der Ausgang bezügl. der Bürgschaft in Höhe von 86 Mio. Euro unklar, installierte das WCCB-Team des General-Anzeigers eine Art laufenden „Schuldenuhr“ mit dem „Worst-case-Szenario“. Ergebnis: 222 Mio. Euro min, 325 Mio. Euro max.
Im weiteren Verlauf wurden die Annahmen auch bzgl. der noch zu erwartenden Kosten fundierter. „Tatsächlich dürften die WCCB-Gesamtkosten nach früheren Recherchen des „Millionenfalle“-Teams beim GA bei rund 300 Millionen Euro liegen – auch weil die Stadt über Jahrzehnte hinweg Zins und Tilgung für die WCCB-Kredite zahlen muss. Derzeit steht sie bei der NRW Bank mit 83 Millionen Euro für den sogenannten Heimfall nach der Kim-Insolvenz, für Forderungskauf und Fertigstellung in der Kreide. Besonders heikel ist ein weiterer Kredit von 70 Millionen Euro bei der Hessischen Landesbank, mit dem die Kommune ihren Vergleich mit der Sparkasse KölnBonn finanziert hat. Das Geldinstitut hatte die Stadt verklagt, nachdem sie ohne Wissen des Rats für den klammen Kim gebürgt hatte. Dieses Darlehen läuft im Haushalt unter konsumtiv (Verbrauchskredit) und wird von der Stadt nicht getilgt. Bonn zahlt zehn Jahre lang Zinsen von insgesamt rund sieben Millionen Euro, ohne dass sich die Kreditsumme reduzieren würde. 2027 werden also die vollen 70 Millionen Euro fällig und müssen mit einem neuen Kredit abgedeckt werden – wie hoch auch immer der Zinssatz dann sein mag“.

### Fertigstellung

#### Fertigstellung Konferenzzentrum
Nach einer im Februar 2013 erfolgten Bestandsaufnahme wurde im Laufe des Jahres 2013 die Genehmigungsplanung für den Weiterbau des Kongresszentrums abgeschlossen.
Eine Vorlage des Städtischen Gebäudemanagements (SGB) vom 12. April 2013 veranschlagte für die Fertigstellung des Konferenzzentrums, einschließlich einer „Kernsanierung der Abgeordnetenhäuser“ in Höhe von rund 8,74 Millionen Euro, eine Summe in Höhe von 76,8 Millionen Euro. Diese „Kostenexplosion“, welche die Politiker in den „Schockzustand versetzte“ erläuterte Oberbürgermeister Jürgen Nimptsch und ging beim Gebäudekomplex WCCB-Konferenzzentrum „von einem Fertigstellungstermin bzw. einer Nutzbarkeit im Frühjahr 2015 aus“. Allerdings war bereits zu dem Zeitpunkt fraglich, ob die veranschlagten Kosten ausreichen würden.
Am 11. November 2013 gab der Haushaltsausschuss des Deutschen Bundestages Fördermittel in Höhe von 14 Millionen Euro für den Weiterbau des Kongresszentrums frei.
Die Vergabe der Bauaufträge erfolgte ab Januar 2014 und betrug im Februar 2014 bereits rund 40 Millionen Euro. Zeitgleich mit der Erteilung der Aufträge erfolgte auch die Erteilung der Baugenehmigung für das Konferenzzentrum.
Die erste Tagung im neuen Konferenzbau des Kongresszentrums waren die Verhandlungen zur Vorbereitung des Weltklimagipfels in Paris. Sie begann am 1. Juni 2015. Ihren Abschluss fand sie am 11. Juni. Es wurden jedoch kaum belastbare Ergebnisse erzielt, so dass bis Paris noch weitere Konferenzen stattgefunden haben.
Am Sonntagnachmittag, dem 7. Juni 2015, fand mit mehr als fünf Jahren Verspätung die feierliche Eröffnung des Hauses unter Teilnahme des UNO-Generalsekretärs Ban Ki-moon statt.
Im März 2016 standen immer noch Arbeiten zur Fertigstellung der Gebäudeleittechnik sowie der Mess-, Steuerungs- und Regeltechnik aus. Nach Beseitigung der Baumängel wurde das WCCB Ende Oktober/Anfang November 2016 von der Stadt an die Bonn Conference Center Management GmbH (BonnCC) als Betreiberin des Kongresszentrums übergeben.
Zukünftig sollte aus Mitteln der im Februar 2016 zwischen dem Bund und der Bundesstadt Bonn abgeschlossenen und im Mai 2016 unterzeichneten Fördervereinbarung „Stärkung VN-Standort Bonn“ im Rahmen des „Zukunftsinvestitionsprogramms“ (ZIP) der Platz der Vereinten Nationen vor dem Haupteingang des Erweiterungsbaus auf rund 1.000 m² für 1,4 Millionen Euro überdacht werden.
Im März 2017 musste dieses Projekt aufgrund urheberrechtlicher Ansprüche von Architekten des WCCB aufgegeben werden. Stattdessen wurde ab September 2017 über das ZIP eine 800.000 Euro beanspruchende Nachrüstung des WLAN im WCCB umgesetzt. Ausstehend war zudem noch eine Unterhangdecke als Taubenabwehr an den Versorgungsleitungen des Durchgangs zwischen Konferenzzentrum und Hotelbau („Welckerpassage“), die von August bis Anfang Dezember 2017 installiert wurde.

#### Fertigstellung Hotel
Am 14. August 2014 wurde nach einem zweijährigen öffentlichen Ausschreibungsverfahren der Stadt Bonn der WCCB-Hotel-Rohbau sowie der Verbindungsbau zum Konferenzzentrum an die BonnVisio-Gruppe verkauft, die in Bonn mit dem Kameha Grand am Bonner Bogen ein weiteres Grand Hotel besitzt. Es wurde ein Hotel mit insgesamt 306 Zimmern und 30 Suiten, einer „Executive-Lounge“, einem Bankettsaal und mehreren kleineren Meeting- und Konferenzräumen erstellt. Im 17. Stockwerk des Hotels entstanden ein „Sky-Restaurant“ sowie eine „Sky-Bar“ mit Panorama, die für die Öffentlichkeit zugänglich sind. Betrieben wird das Bonn Marriott World Conference Hotel über die US-amerikanische Hotelmarke Marriott International. Der Spa-, Wellness- und Fitnessbereich sollte größer als ursprünglich geplant ausgebaut werden und vom Hotel getrennt öffentlich betrieben werden.
Die Baugenehmigung wurde bereits im August 2014 erteilt und die Eröffnung des Hotels erfolgte am 30. Mai 2016. Am 4. September 2016 eröffnete im Verbindungsbau zwischen Hotel und Konferenzzentrum das siebte Varieté-Theater der GOP-Gruppe; Ende September wurden die Außenanlagen vor dem Hotelbau fertiggestellt. Die Fertigstellung des Spa-, Wellness- und Fitnessbereichs einschließlich „Römerdenkmal“ (Ausstellung archäologischer Funde) erfolgte Anfang Juni 2017. Als Gesamtkosten wurden vom Investor rund 62 Millionen Euro veranschlagt.

## Veranstaltungen (Auswahl)
Vor der Erweiterung (1999–2015)
| Datum                 | Veranstaltung                                            |
| --------------------- | -------------------------------------------------------- |
| 11.–22. Dezember 2000 | 4. Vertragsstaatenkonferenz der Wüstenkonvention (UNCCD) |
| 28. März 2004         | FDP-Europatag 2004                                       |
| 1.–4. Juni 2004       | Internationale Konferenz für erneuerbare Energien        |
| 19.–30. Mai 2008      | 9. UN-Naturschutzkonferenz                               |
| 9.–10. Dezember 2009  | Kongress der Europäischen Volkspartei (EVP)              |
| 5. Dezember 2011      | Afghanistan-Konferenz                                    |

Nach der Erweiterung (seit 2015)
| Datum                | Veranstaltung                             |
| -------------------- | ----------------------------------------- |
| 1.–11. Juni 2015     | UN-Klimakonferenz                         |
| 17. April 2016       | Staatsakt für Hans-Dietrich Genscher      |
| 16.–17. Februar 2017 | G20-Außenministertreffen                  |
| 6.–17. November 2017 | UN-Klimakonferenz in Bonn 2017            |
| 21. Januar 2018      | Außerordentlicher Bundesparteitag der SPD |
| 22.–24. Februar 2019 | Europaparteitag der Linkspartei           |
| 14.–16. Oktober 2022 | Bundesparteitag von Bündnis 90/Die Grünen |

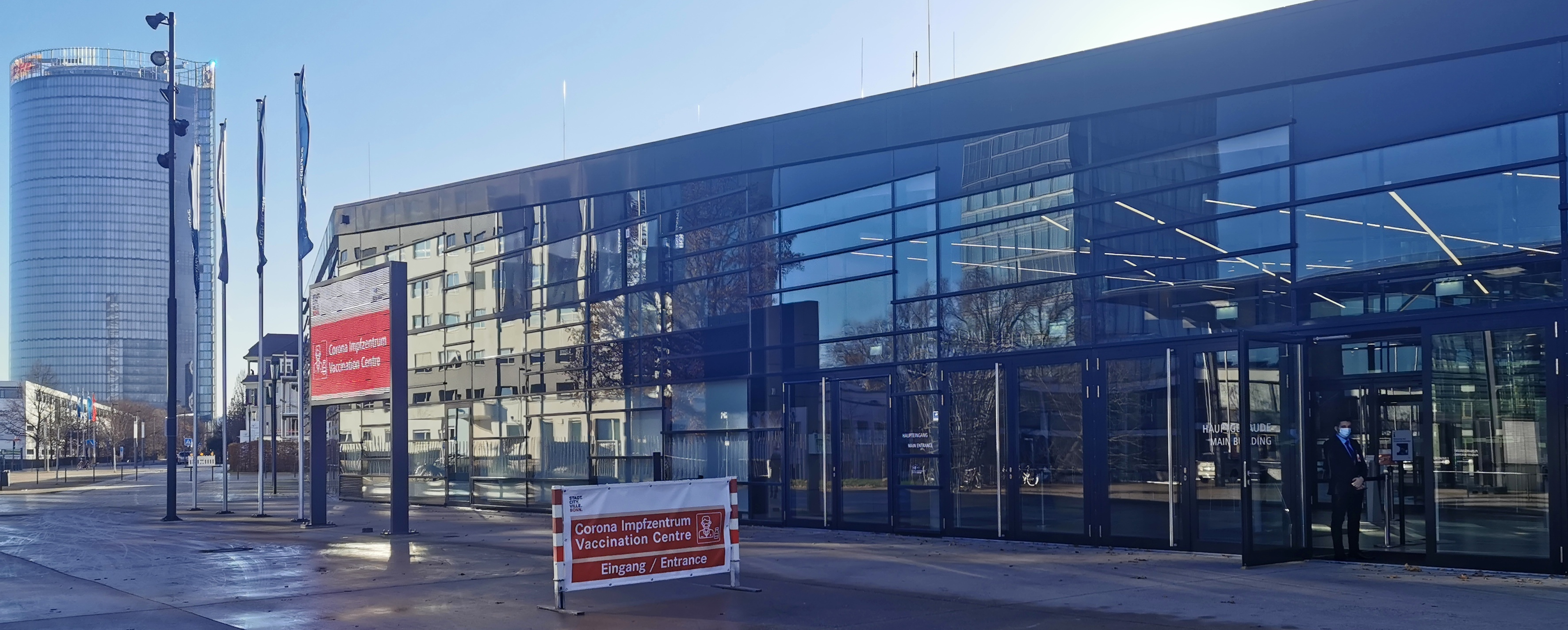
Impfzentrum Bonn – Eingang

Im Dezember 2020 wurde im WCCB ein COVID-19-Impfzentrum eingerichtet.

## Betreibergesellschaft
Von November 1999 bis Ende 2003 führte die Maritim Hotelgesellschaft als Interimsbetreiber, anschließend bis zum Januar 2007 die „Gegenbauer Location Management & Services GmbH“ der Berliner Unternehmensgruppe Gegenbauer den Betrieb des damaligen IKBB (und der Beethovenhalle).
Im Februar 2007 schlossen "Dr. Man Ki Kim, CEO der SMI HYUNDAI Corporation, und Thomas H. Althoff, Inhaber und Geschäftsführer der Althoff Hotels & Residences, einen langfristigen Managementvertrag für die Betriebsführung des neuen Bonner Kongresshotels am UN Campusgelände". Danach übernahm ihn die „SMI HYUNDAI Management GmbH“ mit den Geschäftsführern M. Thielbeer und M. Schultze, die sich u. a. "die Energiekosten aus der WCCB-Baukasse der UNCC zahlen ließ".
Seit August 2008 firmierte die „World Conference Center Bonn Management GmbH“ als Betreiber des Kongresszentrums. Zum Betrieb des WCCB erhielt die Betreibergesellschaft von 2007 bis 2009 – nach Angaben der Stadt Bonn – einen „Betriebskostenzuschuss“ von insgesamt 1.629.704 Euro und einen „Marketingzuschuss“ von 1.082.553,49 Euro. Nachdem „am 5. Oktober 2009 Matthias Schultze, der verbliebene Geschäftsführer“, im Rahmen des WCCB-Desaster Insolvenz anmelden musste, drohte Ende 2009 eine Gefährdung des Betriebes der „Bestandsbauten“. Am 1. Januar 2010 eröffnete das Amtsgericht Bonn ein Insolvenzverfahren über die WCCB Management GmbH. Die für die Fortsetzung des Betriebes der „Bestandsbauten“ (und der Beethovenhalle) notwendigen finanziellen Mittel stellte der Rat der Stadt Bonn am 21. Dezember 2009 zur Verfügung (eine „Vorauszahlung“ in Höhe von 713.895,67 Euro). Im Februar 2010 fasste der Stadtrat den Beschluss, die Veranstaltungsorte in städtischer Regie weiterzuführen. Bonn Conference Center Management GmbH (BonnCC) heißt seit September 2010 die Gesellschaft, die die Bestandsbauten und seit Oktober/November 2016 auch den Erweiterungsbau betreibt.

## Städtebauliche Auswirkungen der Erweiterung

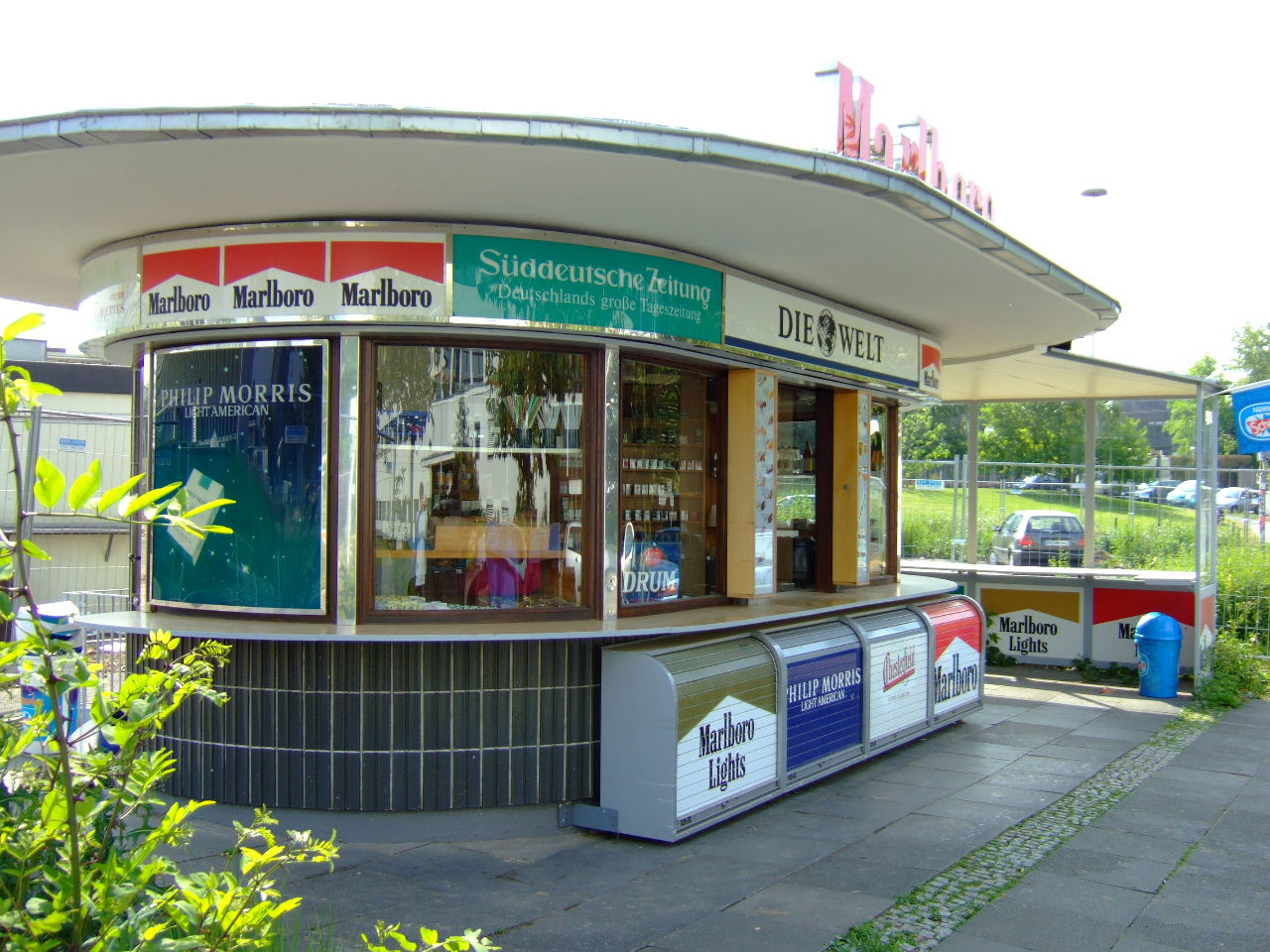
Das denkmalgeschützte „Bundesbüdchen“ vor seiner Verlegung (Juni 2006)

Die Erweiterung des WCCB erforderte vor dem Baubeginn die Niederlegung großer Flächen im Bereich zwischen Dahlmann-, Görres- und der für den Neubau aufgegebenen Saemischstraße. An der Dahlmannstraße (heute Karl-Carstens-Straße) wurden mehrere Gebäude abgerissen, die für die Zeit Bonns als Bundeshauptstadt eine große Bedeutung gehabt hatten. Dazu gehörten die ehemalige Landesvertretung Niedersachsens, die 1992 von Sachsen-Anhalt übernommen worden war, die Villa Dahm, das Studio Bonn des WDR, das 1949 von der Bundesregierung für Nachrichtenagenturen und Pressevertreter aufgestellte Pressehaus an der Görresstraße und die provisorischen Bürocontainer für das Sekretariat der Vereinten Nationen zur Frühwarnstrategie.
Der seit 2002 denkmalgeschützte Kiosk im Regierungsviertel (Bundesbüdchen) wurde verlegt. Die zunächst ebenfalls geplante Niederlegung der 1965 und 1966 gebauten Abgeordneten-Wohnhäuser an der Heussallee wurde aufgrund ihrer historischen Bedeutung nicht durchgeführt, da diese sich auf dem Randbereich des Areals befinden und deshalb in das Gesamtkonzept integriert werden konnten. Von 2008 bis 2009 erfolgte im Zusammenhang mit dem WCCB-Bau eine vollständige Neugestaltung der Straßen im engeren Parlamentsviertel. Der Erweiterungsbau ist Mittelpunkt des neuen Platz der Vereinten Nationen.